# やすらぎの刻〜道
『やすらぎの刻〜道』（やすらぎのとき みち）は、テレビ朝日系「帯ドラマ劇場」枠（第2期）にて2019年4月8日から2020年3月27日まで、毎週月曜日 - 金曜日の12時30分 - 12時50分（JST）に放送された日本のテレビドラマ。通称は「やすらぎの刻」、略称は「やすらぎ」。テレビ朝日開局60周年記念作品。倉本聰の脚本。

## あらすじ
「やすらぎの郷」－テレビに功績のあった者だけが入れる神奈川県にある無償の老人ホームに入居してから約2年、脚本家の菊村栄（石坂浩二）は平穏な日々を送っていた。そんなある日、新入居者の水沼六郎（橋爪功）から自分が魅かれる「原風景」への思いを聞き、それをベースに新たなシナリオを書き始める。その物語は「ついてない」が口癖の男、公平（風間俊介/橋爪功）と、どこか間が抜けているが明るい女、しの（清野菜名/風吹ジュン）。この夫婦が山梨県の山間の村で昭和初期から令和になった現代までの激動の時代を生き抜く姿を描いたもの。タイトルは「道」。

## 製作
「帯ドラマ劇場」枠（第1期）の第1弾として2017年4月期・7月期の2クールにかけて放送された『やすらぎの郷』の続編で、「テレビ朝日開局60周年記念作品」として製作される。1年間（4クール）を通して放送する大作となることから、「帯ドラマ劇場」枠は2018年1月期の『越路吹雪物語』をもって第1期を終了し、2018年度の1年間は一時廃枠扱いとなり、シナリオハンティングやロケなど本作の製作準備にあてられた。
栄が執筆するシナリオ『道』が「劇中劇」ならぬ「脳内劇」として映像化され、並行して『やすらぎの郷』のその後が『やすらぎ』の名で描かれる二重構造となる。「道」は4 - 10月が前編の昭和編（主に戦中、戦後初期）、11月以後が後編の平成編で、一部は史実を交えた構成となっている。
なお、後者に関しては前作と同様に、現在のテレビの在り方に対する批判も織り交ぜられている。さらに2019年7月より不定期で、亡くなった菊村栄の父・菊村栄一が登場し、栄にこれまでのエピソードのダイジェスト（総集編）を語らせる回 が放送されており、番組公式サイトでは上記の「道」「やすらぎの郷のその後」に次ぐ第3の核となるストーリーと紹介されている。
昭和初期から現代に至る80年におよぶ長大な物語を描くにあたり、時代の変遷に伴って多数の登場人物が予定されることから、若手俳優を積極的に登用することを目的に出演者のオーディションを2018年5月に実施。応募総数は4,965名を数え、34名が合格した。
編成上、本編にはCMが一切入らなかったが、まず8月1日から木・金曜がその例外となり、10月1日からは全曜日で同様になった。また本作の4 - 9月の火曜日に限り通販生活の1社単独協賛番組（その他の曜日は2 - 4社の複数協賛）となった。

## 登場人物

### 『やすらぎ』
- 前作「やすらぎの郷」と重複する人物は、やすらぎの郷#登場人物も参照のこと。

#### 「やすらぎの郷 La Strada」の入居者と関係者
菊村栄（きくむら さかえ） / 菊村栄太郎（きくむら えいたろう）
演 - 石坂浩二
昭和14年10月7日生まれ。国民的ドラマを何本も生み出したシナリオライター。過去には紫綬褒章も授与されている。あるきっかけから、どこにも発表する当てのない新たなシナリオ『道』を書き始める。喫煙者。232話にて、本名が「菊村栄太郎」であることが判明（「菊村栄」の名はシナリオライターとしてのペンネームであることが示唆されている）。
元は舞台女優である妻・律子の認知症の介護を行っていたが、仕事との両立は難しく、事実上の断筆状態だった頃に入居の話が舞い込むも、一旦白紙となっていた。律子の死後、再び入居話があって現在に至る。
郷内では入居者や職員から「先生」と呼ばれ、名倉夫妻から信頼されているためか、頼み事や騒動に巻き込まれることが多い。
自分が保管していた古いシナリオの中に、かつて10年ほど前に脚本を手掛けるもボツになった終戦記念日の大型ドラマスペシャル『機（はた）の音』を見つけたことから、過去の情熱と落胆や怒りを覚えた当時の出来事を思い出す。
新コンシェルジュのエリの母とは顔見知りであり、個人的に連絡先を交換したり2人きりで律子らの墓参りに出掛けたりと、アザミとの出会い以来の舞い上がりぶりを見せてしまう（夢の中では、律子と摂子から下心を見抜かれていた）。
マロが流した噂話で郷内が持ちきりだった頃には、名倉理事長からマヤとともに呼び出されてみどりから噂の調査を厳命される。また、初期の前立腺がんの疑いまで告げられ、名倉理事長からの薦めもあって前立腺の手術を決意する。周囲には「旅行に出る」と偽ったが、その頃にめったに郷を訪れない息子夫婦が訪問してきたことに加え、段ボールの片づけを行っていたところも見られ、「生前整理」だと誤解されたまま入院となる。手術後、同じ病院に同じ病気の手術のために入院していた知人であるメイクアップアーティストの八木と再会。自分の病状をネタに好き勝手言われたことへの、ちょっとした復讐のつもりで八木を巻き込んだ「いたずら」を実行するが、これが郷内で予想以上の広がりを見せて騒然とする。
乃木坂テレビの60周年記念番組への出演の是非を名倉理事長から相談された際には柳専務の言動に立腹する。
前立腺の件に加え、さくらに誘われた人形展を見てからは「こんなテンポで書いていては大変だ（終わらない）」と焦り出し、再び創作と向き合う。
193話にて、『道』の原稿を紛失してしまう。郷内を探し回って顔面蒼白となり、「とうとう認知症になってしまった」と落ち込んでヤケ酒まで飲んでしまう。そして、194話でマロが原稿を持っていたことが判明する。
向井爽吉の件を名倉理事長から相談された際には、久しぶりに律子の死に思いを馳せ、自らが介護に疲れ果てていたために律子を疎ましく思っていたことも思い出し、涙を流す。また、爽吉が、自分と同じくどこに出す宛てもないシナリオを書き続けていたことを知る。
マロの生前葬ではマヤと弔辞を担当。「マロのいいところを何か書くべきではないか」との点で苦慮する。この頃に名倉理事長から呼び出され、前立腺の薬を変えることに加え、マロの身体がボロボロであることやモルヒネを打ち始めていることなどを聞かされる。さらに普段は交流のない長男夫婦からも呼び出され、前立腺の悪化を覚悟するも、実はそれが誕生祝いであり、しかも曾孫の誕生も知らされる。それは生前葬の2日前であった（曾孫の誕生には驚いていたが、長男夫婦に一筆書いており、律子からの「和解できて良かった」との問いかけにも素直に応じており、相当嬉しかった様子である）。生前葬当日には、弔辞を部屋の机上に置き忘れるミスをしてしまうものの、見事に役目を果たす。そして再び『道』の執筆を始める。
マロの生前葬後にはマロを何度か見舞い、そこで秀次と会い、めぐみの病状を聞かされるばかりか、2人で考えたシナリオを聞かされて閉口してしまう。また、さくらとは「カサブランカ」で会い、このときの会話により、母との過去を思い出す。
その後、「カサブランカ」で飲んでいたところでエリからマヤの自殺未遂騒動の一報を聞く。マヤの退院後は所在が分かっておらずに心配していたが、再びマロを見舞った際に居場所を教えられて冴子と会いに行く。特にマヤのことは責めず、豪華客船で海外を旅行していることになっている旨を伝え、冴子の案に賛同する。
マヤの自殺未遂騒動が収まった頃、急な秀次の訪問を受け、めぐみのためのシナリオを書いてほしいとの訴えに根負けし、出だしだけでもと思って口を出してしまったがため、郷内で「めぐみのためにシナリオを書いてあげている」との話になってしまい、ついで、マロからもシナリオを書いてほしいと言われてしまう。このような出来事が続き、ふと「ここから消えてしまいたい」と思い、ホッピーにだけ「北欧に行く」と連絡先を告げ、実際には山梨の山あいへと向かう。そこで、突然、警察から無銭宿泊を繰り返している疑いをかけられるも、警察の思い違いであることが分かって胸を撫で下ろす。その頃、ニタニという男性と出会い、彼の故郷だという限界集落（栄曰く「死んだ村」）を創作の取材を兼ねて訪れる。旅館に戻ると携帯にホッピーから連絡があり、マロが危篤であることを知らされ、急いで郷へ戻るも、彼の死に立ち会うことは出来なかった。郷では大納言に続いて「最後の友人」を亡くしてしまったことになり、その想いのまま、『道』の創作に向き合う。
247話冒頭でついに2500枚の『道』の原稿を完成させるも、念のために取っておいたコピーが郷内に出回ってしまい、大変なショックを受け、怒りに任せて籠城を決め込む。
117話での姫が栄のコテージに現れたシーンで「最初は姫に当てて書こうと思ったが、生前に一度も書いてやらなかった律子のために『道』を書いた」という趣旨の栄のセリフがあったが、このような設定になったのは、姫を演じる八千草がヒロイン役を降板したことを反映したためである。

白川冴子（しらかわ さえこ） / 小倉信子（おぐら のぶこ）
演 - 浅丘ルリ子
往年の大女優。愛称は「お嬢」。「白川冴子」の名は女優としてデビューしてから名乗っている芸名で、本名は「小倉信子」。10代で芸能界に入ったために金銭感覚などの世間の常識には疎いが、生来のカンの鋭さは、度々、栄を驚かせる。
前作よりもマヤと対立する場面は減っており、むしろ一緒に行動していることが多い。
10年ほど前、満蒙開拓団に参加した末に過酷な目に遭いながらもなんとか生き延びて日本へと戻ってきた姉妹と直接会ったのが縁で、湾岸テレビが翌年の終戦記念日に放送する予定の大型ドラマスペシャル『機の音』の企画が立ち上がり、彼女が主演を務めるという方向で話がまとまって行く。しかし、「白川冴子と水谷マヤでは若者の認知度が低く視聴率がとれない」とのテレビ局の判断により、企画そのものがボツになる。後日、ボツになった理由を聞かされた際には激しく動揺し、落ち込んでいた。
マロの84歳を祝う誕生日会をサプライズで行ったが、仕込んでいた美女に興奮しすぎたマロが卒倒してしまい、名倉夫妻からは厳しく灸を据えられた。
大納言の死に対する秀次の言動を「失礼だ」と評する一方、自身は「貸していたお金があるんだった」などと発言していた。一方、「カサブランカ」では「私たちもまもなくそっちへ行くから」と涙しながら死を悼んでいた。
化粧をしていないすっぴんの顔は誰にも見せない主義であり、郷中に緊急地震速報が流れた際も慌てて化粧をしてから避難するほどであった。
大河ドラマの主演である竹芝柳介のスキャンダルが世間を騒がせていた頃、指名手配中の柳介を匿っていたことが分かる。しかも、柳介が実の孫であることまでが判明し、騒動が次々起こる。
郷内で極秘に働き始めた柳介のことは密かに支援している（そのときに小遣いのつもりで渡した紙幣を巡り、郷では騒動が起きることになる）。
前立腺手術から郷に戻った栄の「いたずら」の対象の1人となってしまい、マヤとともに栄のコテージを訪ねて顔を見ると驚き、「死ぬ前の顔色だ」と言って涙ぐむ。「いたずら」の事実を知ったあとは栄とは口を聞かなかった。
マロの生前葬に関しては悪口だらけの弔辞を読むことを提案し、マロが希望するBGMのリストにはマヤと散々ツッコミを入れていた。聖歌隊オーディション後には、白鳥・玉子とともにパート分けを行っていた。
マロの生前葬後はヨガとインストラクターに夢中であり、しかも、それまであまり仲の良くなかった怜子の一派と親しくなる。マヤの自殺未遂騒動発覚時には相当慌てた様子を見せたが、栄には「（自分を）マヤと一緒にしないでほしい。自分だったら相手を自殺させてやるんだから」と発言していた。稲垣の結婚報道に関しては冷静に見ており、怒りが収まらない怜子を宥めていた。玉子から冴子の所在を尋ねられた際には「豪華客船で旅行に行っている」と、咄嗟にごまかす。栄がマロからマヤの居場所を聞き出すと、栄とともに退院したマヤを見舞う。このときには厳しくマヤを責めず、昔には戻れないことを諭し、他の入居者にバレないよう、実際に外国へ行ったことにして帰国を装うことを提案する。
マロの告別式後には声を震わせながら「生前葬をやっておいて良かった」と発言した。
『道』のコピーを六郎に渡していたことが分かるも、本人は呑気に栄に一服を勧め、立腹の原因を作ってしまう。のちにマヤとカサブランカに謝罪にやって来る。
水谷マヤ（みずたに マヤ）/ 水沢マサコ（みずさわ マサコ）
演 - 加賀まりこ
1941年5月11日生まれ。16歳でデビューし、数々の作品で活躍してきた大女優で、後述の怜子によるとその中の1つは『月曜日のユカちゃん』。若い頃に贅沢をしてきたため、現在は何もない暮らしを好んでおり「生活の無駄はすべて捨てる」という思想に凝っている（部屋にあった調度品を処分してしまった）。137話にて2度の流産を経験していたことが判明する。本名は「水沢マサコ」。
前作に比べると、冴子とモメる場面は少なく、一緒に行動していることが多い（気が合わない新入居者がいるせいもあるが）。
10年ほど前、冴子と共に湾岸テレビの大型ドラマスペシャル『機の音』に重要な役で出演することが決まっていたが、「白川冴子と水谷マヤでは若者の認知度が低く視聴率がとれない」とのテレビ局の判断により、企画そのものがボツになる。後日、理由を聞かされた際にはショックを受けていた。
冴子とともにマロの84歳の誕生日会をサプライズで行ったが、マロが卒倒してしまったため、名倉夫妻から厳しく咎められる。
大納言が亡くなった際には秀次の言動に対しては「変な人」と評していたが、自身は「不謹慎だけど」と言いながらも「やすらぎの郷」の入居待ちの状況についての話題を冴子らに提供する。一方、「カサブランカ」では大納言に対して献杯することで死を悼んでいた。
新入居者が判明し始めると「下品な郷になっちゃう」などと嘆き、入居者への好き嫌いを言い始めるが、六郎や白鳥から過去に自分たちに対して失言があり、郷への入居が嫌だったと抗議を受ける（が、マヤ本人はそのことはすっかり忘れていた）。
新入居者が次々にやって来るが、連日にわたって怜子から一方的に長話を朝方までされてしまい、貴重な睡眠時間を奪われてしまう。年上への敬意を示さずに失礼な発言を繰り返すさとみには、戒めのために「井深凉子（後述）の幽霊が現れた」とお化け騒動を引き起こす。
栄の前立腺がんの手術前に段ボールを整理していた様子を見た際には「生前整理」だと誤解してしまい、話が大きくなってしまう。手術から退院した栄の「いたずら」には冴子らと同様に引っ掛かってしまい、事実を知ると憤慨。しばらく栄とは口も聞かなかった。
ある日、突然「自叙伝を出版する」などと栄に明かす。しかも「本名で書く」と意気込んでおり、栄や冴子から止められるも聞く耳を持たなかった。
マロの生前葬に関しては、悪口だらけの弔辞を読む冴子の案にノリ気であり、マロが希望するBGMのリストにも冴子と散々ツッコミを入れていた。弔辞については栄とともに考えることになり、「マロのいいところ」という点で、またツッコミを入れていたが、生前葬本番までには無事に完成させる。ところが、この弔辞が新たな火種となってしまう。
マロの生前葬後は冴子とヨガ教室に通っていたが、冴子が怜子らと親しくなってしまい、1人ぼっちになる。冴子からは「インストラクターには興味はない」とされていたが、保安部の千倉から稲垣の車に傷をつけるところを目撃され、犯行は認めたものの、その後にタクシーに乗って行方をくらましていた。のちに睡眠薬を大量に飲んで病院へ搬送され、横浜本牧署から郷へと連絡が入る。一緒にいたとされる相手が稲垣であり、郷では自殺未遂として箝口令が敷かれる。マヤが発見された部屋の名義はマヤの本名で契約されていたことも分かり、冴子らを慌てさせる。数日後に退院はしたものの、理事長らも居場所を掴めずにいたが、マロが居場所を知っており、栄と冴子に訪問される。騒動の発覚が怖くて郷へ戻れずにいたが、2人の優しさに触れて涙を流し、冴子の案に乗って何事もなく郷へと戻る。
冴子に『道』の原稿を渡したことを疑われるも、自身はごまかして「知らない」と発言したが、のちにカサブランカに謝罪にやって来た。
高井秀次（たかい ひでじ）
演 - 藤竜也
通称「（高井の）秀さん」。任侠映画で一世を風靡した伝説の大スター。寡黙で男も惚れる男。栄からは信用されており、時折核心をつくことを述べる一方、栄曰く「トンチンカンなことも述べる」。美大出身で、現在は入居者の顔に刻まれたシワを描くことに余生を捧げていた。
『機の音』の中国ロケに先駆けてのロケーションハンティングの日程が決まったと財前から栄が告げられた当時は中国の映画に出演するために北京に滞在しており、様子をメールで知らせていた。
大納言が亡くなる数ヵ月前から肖像画を描かせてもらっており、亡くなった直後にも描いていた。
館内機器の誤作動による緊急地震速報の誤報騒ぎでは、1人だけ車で逃げたのではないかと栄らから疑われていた。
竹芝柳介の一件で栄と説得にあたり、柳介の甘えに対して強烈なビンタを浴びせて「簡単に男の美学を語るな」と叱責する。
新入居者のめぐみとは懇意であり、彼女の初期認知症の可能性も肯定的に受け止めている。
乃木坂テレビ60周年記念番組にはめぐみを想って出演を決めるが、豊臣軍団の振る舞いに我慢ができず、番組内で大暴れしてしまう。
めぐみに付き合って古寺巡礼をするうちに交際に発展し「自分は今まで本当に女性を愛したことがなかった」ことに気が付く。
めぐみの症状が悪化しても一緒に過ごしていたが、めぐみが「財布を盗られた」などと騒ぎ出し、ついには首を絞められるに至る。めぐみが強制的に隔離されたことに怒り、「暴力に訴える」と中里・野村に抵抗するが、簡単にねじ伏せられてしまう。このことに納得いかず、2人に果たし合いを挑み、大イベントにされてしまう。その果たし合いが八百長であることにも気付いていたようであった（栄にその旨を語ったときには、心なしか、目が潤んでいた様子だった）。
マロの生前葬後、病棟で会った栄にはめぐみの病状を「面白い」と語り、昭和30年代を彷徨っていることを告げる。なお、めぐみからは、もはや市川雷蔵 (8代目)と認識されていて「雷さん」と呼ばれており、めぐみとともに考えたシナリオを栄に書いてほしいと提案したが逃げられてしまった。
マヤの自殺未遂騒動が収束した頃、一睡もせずに栄のコテージを訪問し、シナリオの書き方を教えてほしいと言い出す。このときに栄に見せたシナリオは梵字のようで読みにくく、何を書いているのか判別できないもので、コーヒーを所望するも、気を抜くと寝てしまうほど心身ともにボロボロで疲れきっていた。栄に「めぐみに夢を見させてあげたい」と語っていたが、突然荒っぽい口調になり、ついには泣き出しながら栄に「シナリオを書いてください」と懇願する。栄にアドバイスを乞い、起承転結について説明させたあたりで寝てしまうが、どうやら作戦だったようで、「めぐみのためにシナリオを書いてあげている」との噂話を耳にして抗議した栄には「めぐみに早く死ねというのか」「仕事を途中で投げ出すのか」と言ってシナリオを押し付けた。
マロの告別式後には「（マロが）めぐみに挨拶に来た」と言い出す。
栄の籠城事件の際には白鳥らと栄の救出を行い、「まず腹に入れるように」と橋本が持って来た朝食を勧める。栄の言い分には同情的だったが、犯人のことは許してやってほしいと願い出る。
真野六郎（まの ろくろう）
演 - ミッキー・カーチス
通称「マロ」。個性派俳優として人気を博し、過去の出演作品である映画『毒舌王子』でブレイクした。賭博行為で何度も逮捕された過去を持ち、自他共に認める不良老人。女優陣のスキャンダル事情に詳しく、大の噂好き。周囲からは呆れられる言動が多いが、意外な知識を有していたり、栄の心を動かす一言を言ったりする。曰く「未だに現役」とのこと。かつて、コンシェルジュの松岡伸子との大恋愛を実らせたが、過去に妻と離婚するといった数々の問題を抱えていたことから、周囲が予想した通り、交際1年半で破局した。現在は「バツ2.5」を自称している。「トッピンパラリのプゥ」がお気に入り。
6話にて84歳の誕生日を迎えた。そのサプライズとして冴子とマヤが準備していた美女に興奮しすぎて倒れてしまい、郷の住人やスタッフを慌てさせた。
7話にて、自分の生まれた年がちょうど昭和10年であることから、「自分の今の歳に10を足すだけで今が昭和で何年なのかがすぐに分かる」という特技を明かした。
大納言の見舞いには頻繁に行っているらしく、栄に大納言の様子をたびたび伝える。大納言の死に対しては「根深い人だった」と人柄を表現していたが、「カサブランカ」では大納言の名台詞である「いかにも」を引き合いに出して死を悼んでいた。
地震騒ぎに際しては避難先で栄らが津波を気にして海を注視する中、自身は落下物を恐れてテーブルの下に避難していた。
修が新入居に決まったことは快く思っておらず、露骨に嫌な顔をしていた（この理由は、のちに修の口から栄に語られる）。
思いつきで「郷内の噂が出回る速さを確認する」などと称して「名倉みどりは加納英吉の娘ではなく愛人である」との作り話を流し、みどりを怒らせてしまい、加えて「ねぇ」の一言でさらに怒らせてしまう。
程なく、懲りずに六郎と「マヤや冴子の派閥（主流派）と怜子の一派（新興勢力）のどちらにつくべきなのか」などと噂話をしていた。
栄の前立腺がんの手術前に息子夫婦が訪ねてきたところを偶然に目撃してしまい、「最期の挨拶」だと勘違いしてしまい、またまた郷内を噂話が駆け巡る。
「名倉紙幣」が使用された賭博問題では、「造幣局」なるところで大量の生産を行い、連夜に渡って「興行主」を自称し、さとみとともに場を仕切っていた（名倉理事長から紙幣の増刷を止めるように言われるも「郷内の老人たちの元気のため」「認知症の予防」などとあれこれ理由をつけて逃れていた）。が、名倉理事長の作戦により、ニセの警察官らが「家宅捜索」に押し入られ、さらに「事情聴取」までされ、こってり絞られた模様。
秀次の「果たし合い」の件を知り、再び「興行主」を気取ってイベントを仕掛けていた頃はエリをナンパしていたらしく、栄から呆れられる。が、その裏では密かに膵臓ガンが進行していた。
202話で栄らに生前葬を行う予定であることを伝える。さらに準備会では、葬儀委員長に自ら立候補し始め、マヤと冴子から「仏様の立場でこの場にいるのはおかしい」とツッコまれた。栄には、カサブランカにて、生前葬の最後には再びニセの紙幣を使って賭博をするのはどうかと提案し、呆れられてしまう。
生前葬本番では修からの「献歌」があると知ると一瞬驚いた様子だったが、修とは笑顔で会話をし、満足した様子だった（異例であるが死者役のマロ本人が最後に挨拶を行った）。なお、栄に提案していたニセの紙幣は香典に使われたが、怜子が盗み出したことでひと騒動あった。生前葬後、マヤの弔辞をめぐっては、またまたひと騒動あったらしい。病棟への出入りを繰り返し、元気は元気であるが、栄と六郎が見舞った際には半分寝ているような状態だった。
マヤの自殺未遂騒動後に栄が病室を訪ねたところ、なぜかそのことを知っており、栄を驚かせる。その話はマヤ本人から聞いたとのことで居場所も知っていた。また、遺書を書いた旨も打ち明ける。めぐみのシナリオの件も当然のように知っており「『黄昏 (1952年の映画)』をリメイクしたい。シナリオを書いてほしい」と言い出し、ベッドに寝ながらも「早死にさせるつもりか」と冗談めかして発言する。
栄が郷を離れて山梨にいる間に危篤に陥り、234話にて死去。修によると最期の言葉は「来たか、ピンゾロ」であり、告別式のBGMは『川の流れのように』であった。栄は死に立ち会うことが叶わず、罪悪感を覚えることとなった。
『道』のコピーが郷内に出回っていた件が収束した頃に遺言が発見される。
白鳥洋介（しらとり ようすけ）
演 - 上條恒彦
有名なトランペッター兼作曲家。栄が脚本を書いたドラマの曲を作曲した縁で親交がある。
アメリカでスタジオを開いていたが、妻を亡くして気力を失い、そのまま帰国して郷に入居した。
地震騒ぎが収まった直後「最初は北朝鮮のJアラートだと思った」と語ったところで揺れを感じ、それを指摘したことで本当に地震が起こったのでは、と冴子に思われていた。
宗匠からは「ハクチョウさん」と呼ばれている（姓名の「白鳥」に由来）。
郷への入居は早めに決まっていたらしいが、マヤとの一件があって入居を渋っていたらしい。
栄の前立腺手術後の「いたずら」は、冴子やマヤと同様に真に受けてしまった。
マロの生前葬の準備会には、マロに代わって急遽参加する。栄から歌の編曲を依頼され、さらに歌唱指導までもを依頼され、当初は断固拒否するも、最終的には引き受ける。が、マロからの口出しの多さに怒ってしまい、歌唱指導を降りると言い始める（怒りは相当だったようで、マロを「あの野郎」などと言っていた）。マヤと冴子の計らいで「マロは参加させない」との条件のもとでオーディションは続けられた。
ヨガ教室については「どうせ、みどりさんの趣味でしょ」と半分呆れており、「ピチピチの美女がインストラクターだったら参加する」と発言し、宗匠からセクハラになってしまうとツッコまれていた。
栄の籠城の一件では秀次や進藤らと救出に一役買い、奈々と一馬が原稿を持ち出した犯人ではないと伝える。
原田剛（はらだ つよし）
演 - 伊吹吾郎
大部屋出身の元アクション俳優。代表作は『格斗王竜』。高井秀次のジム仲間。
乃木坂テレビ60周年記念番組に出演した際には豊臣軍団の無礼な態度に怒り、秀次らと大暴れする。
さらに、秀次とスタッフとの「決闘」にも参加、八百長に加担する。
マロの生前葬の聖歌隊のオーディションに参加していたが、マロから歌声に「うがいしているみたい」とダメ出しをされて「この野郎!」と怒ってしまう。
那須十三郎（なす じゅうざぶろう）
演 - 倉田保昭
元殺陣師。代表作は『夕陽のカンフー』。格闘術に精通している。
秀次や原田とはジム仲間。テレビ収録で騒動を起こしたり、決闘に参加したりしている（原田の項参照）。
中井竜介（なかい りゅうすけ）
演 - 中村龍史
コミックバンド「ファンキー・ドッグ」の元メンバー。新入居者である修とは顔見知り。
チン平
演 - 大門伍朗
ラジオドラマなどで活躍した音効マン。オネエ口調でスキンヘッド。
庄太郎
演 - 鶴田忍
元・テレビの小道具職人。マンションのB棟に住んでいる。マロの注文で、丁半博打に用いるための偽一万円札「名倉紙幣」を製作する。
ポチ
演 - 南雲祐介
庄太郎と共に「名倉紙幣」を製作する。
三角寛次
演 - 山谷初男
96話から登場。マンションの62号室に入居している。
宗匠の句会に参加しており、俳号は「史葉（しよう）」（評価はまずまずといったところ）。なお、「ミヨちゃん」シリーズなる連作がある模様。
堺田俵介
演 - 毒蝮三太夫
167話から登場。前作よりも耳が遠くなっている様子。
マロの生前葬の聖歌隊のオーディションに参加するも、前述の耳の遠さのために会話にならずに引き取りを願われた。
岩倉正臣（いわくら まさおみ）
演 - 山本圭
通称は「大納言」。70年代、時代劇“大納言シリーズ”が当たり、「いかにも」が流行語にもなったスター。郷内では、栄、マロとよく釣りをしている仲だったが、ある日、新聞を読みながら歩いている最中にうっかり転んで骨折したのを機にすっかり衰え、以降は病院棟に移って車椅子生活を送っている（日時や曜日を思い出すのにも一苦労している状態）。
のちに癌を患っていることが判明、さらに癌が骨にまで転移しているとのことでモルヒネを打たれながら延命措置を施されている。
34話にて、栄やマロ、マヤや冴子などの親しかった住人らに見守られながら、最期には流行語になった「いかにも」の名台詞を口にし、静かに息を引き取った。
亡くなって以降も栄の夢に登場する。
菊村律子（きくむら りつこ）
演 - 風吹ジュン
栄の亡き妻。元舞台女優。晩年は認知症を発症し、金婚式を前に他界した。
本作では認知症を患う前の現役女優だった時点において、夫を「栄ちゃん」と呼んでいる。
たびたび栄の夢や回想にて現れる。栄がエリに対して舞い上がっていた際にも夢に登場し、灸を据えた。
栄のコテージの自室には遺影として若い時の律子の写真が飾られており、横には位牌もある（そこに記された戒名は「芳優院妙淑日律大姉」）。
200話では、向井爽吉の件で悩む栄の前に幻影として現れ、栄の自分の死に対する判断に感謝している旨を述べる。
206話では栄の夢に登場。栄が長男夫婦から誕生日を祝われて和解できたことを喜んでいた。

#### 「やすらぎの郷 La Strada」の職員
名倉修平（なくら しゅうへい）
演 - 名高達男
「やすらぎの郷 La Strada」理事長。みどりの夫。医大病院の院長を務めた経歴もあり、施設内にある病室棟に週5日詰めている。
マロの誕生日会の一件に際し、冴子とマヤには厳しく灸を据える。
大納言が亡くなる直後には栄らを呼び、以前に大納言が尊厳死協会から資料を取り寄せていたことを明かす。そして、自身の「延命治療はできるが人道的かどうかは疑問である」との考えを打ち明け、大納言の最期に立ち会わせる。
地震騒ぎに際しては少しでも情報を得ようとテレビのチャンネルを回していた。
怜子の長話問題に続き、他の新入居者の部屋割に頭を悩ませる中、怜子の万引き騒動が伝わった際には「どうすりゃいいのさ、この私」と発言した。
竹芝柳介を郷で引き取るか否かについては厳しい条件を提示したが、柳介の渡英に際しては、きちんと計らって柳介が冴子と話せる機会を作った。
郷内でニセ札が出回り、しかもそれが郷近くの店舗で使用されてしまい、警察が介入する事態となった事件が発生した際には、ニセ札を広げた犯人が（悪気がなかったとはいえ）冴子だったことを知り、珍しく感情を露わにして怒鳴り付けた。
マロの膵臓ガンについては、栄にこっそりと明かした上で他言無用を申しつける。
マロの生前葬の聖歌隊のオーディションには参加していたが、相当な音痴であることが判明し、マロからは「使えない」と言われてしまう（結局オーディションには落ちた）。聖歌隊が結成された頃に再び栄を呼び出し、また他言無用を申しつけてマロの病状を伝える。
みどりがヨガ教室に通っていることは、知ってはいるが、快くは思っていない様子であった。
マヤの自殺未遂騒動の連絡を受けたのちは冷静に対応し、マヤが搬送された病院への確認を行った。
『道』の完成を祝って栄をカサブランカに誘い、マヤに原稿のコピーを渡したことを白状する。それは最近のマヤに元気がなかったためであった。
名倉みどり（なくら みどり）
演 - 草刈民代
「やすらぎの郷 La Strada」の創立者で元大手芸能プロダクション『加納グループ』の総帥だった加納英吉の実の娘。『やすらぎの郷』総務理事も務める。某バレエ団に所属していた。
地震騒ぎに際しては、気象庁が緊急地震速報をそもそも出していなかったことをエリに伝え、かつ機械の誤作動による誤報であったと伝えるように指示した。
怜子の万引き騒動の際には名倉理事長の冗談とも本気とも取れる発言に腹を立てていた。
万引き騒動が落ち着いた頃、マロが思いつきで流した噂が出回る。この件に相当立腹しており、理事長室に呼び出した栄とマヤに追跡調査（期限は1週間）を厳命する。調査の結果、郷内の入居者の半数が知っていたことが分かり、しかも名倉理事長が噂の真偽を疑っていたことも判明してしまう。
マロの生前葬の聖歌隊のオーディションに参加しており、夫とは異なり、エリらと一緒に無事に合格していた。
マロの生前葬後のヨガ教室には実は誰よりも熱心に通っており、夕食の席では怜子らと一緒にいるところを目撃される。宗匠によると、新たなヨガ教室を開くための募金活動を筆頭で行っているほどの力の入れようで、怜子らからはインストラクターの稲垣に車を購入してやったのでは、と勘繰られていた。
マヤの自殺未遂の一報をぬい子から聞いたときには慌てた素振りだったが、すぐに箝口令を敷いた。
マロの告別式後の冴子の発言には同調していた。
『道』のコピーを確認しにやって来た栄が取り乱していたために驚き、理由を訊ねるも答えてもらなかったために雨の中を走って後を追って来ていた。
有坂エリ（ありさか えり）
演 - 板谷由夏
「やすらぎの郷 La Strada」で新たに働きはじめたコンシェルジュ。元CA。名倉みどりの後輩に当たる。マヤ曰く「バツ1」。
亡き母・小森幸江が律子の幼なじみだった縁で、幼い頃には栄と会ったことがあった。栄と個人的に連絡先を交換し、なおかつ2人きりで出掛けたことで栄を舞い上がらせることになる。
地震騒ぎに際しては放送室から入居者一同に対して避難指示を出していたが、中里から機械の誤作動と伝えられてから、みどりの指示により誤報であったことを一同に伝えた。
大浜市に大型100円ショップがオープンして買い物をしていたときに、万引き騒動の一部を偶然にも目撃し、名倉夫妻に伝える。
マロが流した噂話の経緯を栄から聞いた際には、「バカですねぇ!」と心底呆れていた。
一方、乃木坂テレビの柳の発言に栄が機嫌を損ねた際には同情的だった。
マロの病状を名倉理事長から栄が聞かされた頃、栄にマロから言い寄られていたことを打ち明ける。また、マロが部屋で倒れていたときには第一発見者となり、どさくさ紛れにマロからセクハラをされながらも、しっかりと搬送に尽力する。生前葬の聖歌隊のオーディションにも参加しており、見事合格していた。
マヤの自殺未遂騒動の際には栄に一報を伝え、たまたまその場にいたホッピーには誰にも話さないように指示した。
『道』のコピーの確認に来た栄の様子に驚きつつ、金庫を開錠する。
ホッピー
演 - 草刈麻有
敷地内のバー「カサブランカ（Casablanca）」に勤めているバーテンダー。「ハッピー」こと財前ゆかりの後任（その愛称とは一文字違いの「ホッピー」が愛称）。
郷の近くの村で祖母と2人暮らし。田舎暮らしは嫌いではないらしい。
竹芝柳介が郷内で働き始めてからは、冴子に頼まれて2人を仲介していた。栄には柳介を「王子様」だと語っており、好意を寄せていた様子である。
マヤの自殺未遂騒動の一報を偶然聞いてしまったため、エリからは口止めをされる。
231話にて、栄から「消えてしまいたい」と言われたときには驚いていた。このとき、栄の携帯番号を預かり、マロの危篤時には連絡を入れる。
マロが亡くなる直前には六郎とカサブランカでその姿を目撃したようで、飲んだ酒の種類と杯数を記憶していた。
風間ぬい子（かざま ぬいこ）
演 - 広山詞葉
秘書。
マヤの自殺未遂騒動では本牧署からの第一報を受け、みどりに報告した。
三枝奈々（さいぐさ なな）
演 - 東松史子
アシスタント・コンシェルジュ。
宮下一馬（みやした かずま）
演 - 平野勇樹
総務。
地震騒ぎの際には敷地内に駐車していた愛車を秀次に勝手に使われてしまい、頭を抱え、「車検から帰って来たばっかなのに。ひっでえなあ」と嘆いていた（愛車のナンバープレートの表記は上段が「湘南 580」、下段が「を 18-71」）。
『道』のコピーが出回った時には犯行を疑われる。
中里正（なかざと まさる）
演 - 加藤久雅
保安部主任。元入居者の三井路子の現在の夫。52歳。
合気道の名人。かつては傷害で服役していた。
地震騒ぎの原因が機械の誤作動であると突き止め、そのことをエリに伝えた。
竹芝柳介の身柄を預かる際には尽力し、冴子ら郷の住民とは接触しないように厳しく言い渡す。
橋本忠吉（はしもと ちゅうきち）
演 - 納谷真大
食堂主任。
怜子が厨房に立ち入り、延々と長話を繰り広げたことを名倉夫妻に報告する。
竹芝柳介を預かった際には「自分たちはあえて厳しく接すること」を伝える。
那須曰く「喧嘩は口先だけ」とのこと。
栄の籠城の一件では進藤らと協力し、朝食を持って救出を行う。
野村伊三郎（のむら いさぶろう）
演 - 芳野史明
介護主任。
かつて安野組に所属し、傷害で服役していた。一人称は「わし」。
めぐみが隔離された件で秀次が暴走した際には中里とともに制圧する。
進藤秀夫（しんどう ひでお）
演 - 山下澄人
施設主任。強柔流の空手6段。過去に傷害で服役していた。
那須曰く「喧嘩は1番強い」。
栄の籠城事件の解決に一役買う。
冲正之（おき まさゆき）
演 - 熊澤洋幸
保安部。
千倉和夫（ちくら かずお）
演 - 森谷勇太
保安部。
地震騒ぎの最中には秀次が一馬の愛車に勝手に乗って出て行くのを目撃しており、それを中里らに説明した。
稲垣らの車が傷つけられた事件の一部も目撃していた。
菅野平助（かんの へいすけ）
演 - 西岡ゆん
料理人。
村松豊（むらまつ ゆたか）
演 - 福崎峻介
料理人。
荒木実（あらき みのる）
演 - 関健介
介護士。
正岡治（まさおか おさむ）
演 - 池田絢亮
施設。
田辺三郎（たなべ さぶろう）
演 - 湯川尚樹
施設。
貫井秀平（ぬくい しゅうへい）
演 - 小野了
外科医。
辻井誠（つじい まこと）
演 - 永田耕一
麻酔科医。マロ曰く「名医」。
田所基（たどころ もとい）
演 - 稲健二
神経科医。
井口恭子
演 - 黒川なつみ
看護師。

#### 新入居の方々
以下の面々は、摂子が亡くなった後に、新たに入居した人々。
水沼六郎（みずぬま ろくろう）
演 - 橋爪功
愛称は「ロク（さん）」。「やすらぎの郷」の新たな入居者。歌舞伎名門の嫡男として生まれたが、テレビドラマ界で人気を博して本業を怠り、さらに女性問題を起こし、それがお家騒動にまで発展。結果、歌舞伎界から放逐され、妻との離婚や多額の慰謝料を支払うために家屋敷を手放すなどし、その後も不運に見舞われ続け、現在は前立腺肥大による頻尿にも悩まされており、いつしか「ツイテナイ」が口ぐせに。運に見放されつつも、どこか喜劇的な彼のキャラクターに触発され、菊村はロクを投影した公平という男の物語を書き始める。
歌舞伎界から放逐はされたものの、例外的に自らが最も得意とする女形に関しては、顔に白化粧を施すと絶世の美女へと化け、多くの女性ファンを獲得していたため活動を続けられたが、本人はこの関係から栄に対し、俗にアサガオと呼ばれる男性用の小便器に用を足すのに抵抗があり、その点では男女両用の洋式便器を備えている「やすらぎの郷」のトイレが気に入っていると語っている。
もっと早くに入居が決まっていたが、過去にマヤから不快な一言を言われたために入居は渋っていたらしい。
大納言の死に対しては「寂しい」「昔から気が合っていた」と悼んでいた。
宗匠の入居後に句会に参加しており、題材は自身の頻尿が多く、評価はイマイチである。
人形展以降の栄の言動に違和感を感じ、認知症を疑って名倉理事長を呼んで騒動を起こすが、その後は栄やマロと釣りに興じるなど、穏やかに暮らしている。
秀次の「果たし合い」ではリングアナを買って出る。
200話では、栄にマロが生前葬を行うことを孫らに知らせたが見事に全員から欠席の連絡があったことを伝える。また、準備会にもメンバーとして参加。オーディションも仕切るも、堺田の対応に苦慮していた。
ヨガ教室については快く思っていないらしく、インストラクターの稲垣のことは「あいつ」呼ばわりしていた。
マロの告別式後には「（マロと）カサブランカで会って一緒に飲んだ」などと言い出すも、その時刻には治療が行われていたことが判明し、「死んでも忙しい奴」と故人を偲ぶ。
『道』の原稿のコピーを宗匠に渡していたことが判明し、怒りに任せた栄から「あんた」呼ばわりされていた。
中川玉子（なかがわ たまこ）
演 - いしだあゆみ
桂木怜子の妹分的存在だった元女優。愛称は「玉子さん」「玉ちゃん」。マヤいわく「原宿夫人」。当初は映画界で小津安二郎らから寵愛されていたが、映画の衰退に伴って徐々に売れなくなり、怜子に引っ張られてテレビの世界へ進出。『純白の風』の乳母役で人気が出た。怜子には恩を感じたらしく、60年近くの間、付き人のように面倒を見てきた（さとみからは2人の特別な関係性を疑われていたが、本人はこれを否定している）。
怜子と共に、かつて摂子が入居していたヴィラA号室へ入居する。
現在まで怜子の介護ノートを正確に記録しており、入居時に名倉夫妻に怜子の病状を伝える。
怜子の長話を止めるどころか、一緒に延々と付き合っていたことに立腹したマヤからは「どっかで見たことがあるババア」呼ばわりされる。
怜子の万引き騒動に協力してはいるが、心を痛めており、止めるように忠告する。
一旦万引き騒動が落ち着いて以降も変わらず怜子と行動をともにしている（が、お化け騒動・賭博問題など、ロクな目には遭っていない）。
郷内がめぐみの認知症の話題で持ちきりだった頃には敷島衣装からのCM話があったが、怜子の乱入により流れてしまう（さとみからは気の毒がられていた）。
詳しい経歴には謎が多かったが、176話にて、竹芝柳介が「マキタ」なる何者かに脅されている件を相談された秀次に呼びつけられてコテージに現れる。そして、OE貿易会長・牧田喜十と面識があったことが判明（「玉子」と呼ばれ、対等に話せるほどの間柄）。牧田との会話により、36年ほど前に1人息子・誠を設けていたことも分かる。そして母子での久しぶりの再会を果たす（誠と父とは絶縁状態だが、玉子のことは歓迎していた）。3年ほど前に郊外に土地を購入したとのことで「一緒に暮らさないか」と提案されたが「夢を見るには年を取りすぎた」として申し出を断った。なお、1971年当時にはフランク・シナトラなどの大物とも会ったことがあった様子。
197話では、栄に怜子の万引き癖について相談を持ちかける（みどりから「今度万引きが発覚したら出て行ってもらう」と言われていること、名倉理事長の診断で認知症の段階が3から4の間だと言われたこと、怜子の飲酒量が増えていることなどが語られる）。
マロの生前葬の聖歌隊のオーディションには合格する（栄によると「歌がうまい」らしく、それで合格した模様）。冴子・白鳥とともにパートの仕分け作業に尽力する。
マロの生前葬後にはヨガ教室に執心で、栄からは「したたかなる老女」と評されていたが、インストラクターの稲垣と若手女優との結婚が報道されると大声で「ナスの呪い揚げ」を提案する。この頃に起きたマヤの自殺未遂の件は知らず、冴子の「海外をクルーズ旅行している」との話を信じていた。
桂木怜子（かつらぎ れいこ）/ 沢村花子（さわむら はなこ）
演 - 大空眞弓
1936年12月4日生まれ。松竹蒲田で一世を風靡し、テレビ草創期のよろめきドラマ『鎌倉夫人』でも大ブレークした他、玉子と共演した『純白の風』もヒットした。「視聴者女王」の異名をとった大女優。その後、ギリシャに移住して船舶王と結婚し、ヨーロッパ社交界の華として名を売った。が、夫の破産と共に一時的に姿を消し、死亡説も流れていた。通称は「（桂木）夫人」。口癖は「ごきげんよう」。144話にて本名が判明する。
浮世離れした言動が目立ち、おまけに異常なほど話が長い。スタッフまでをも辟易させており、栄は「桂木夫人はかなり壊れていた」と感想を述べている。玉子いわく「月・水・金が良くない」とのことで、その他の日は「火・木・土が正常」で、日曜日に至っては完全に正常な言動である。
認知症を抱えている身でありながら、過去には役所から要介護認定に来た担当者からは「要介護認定は認められない」という実情とはかけ離れた判定をされたことがあるらしく、玉子によると「最近は調子の悪い日における認知症の症状の酷さが前よりもひどくなっている」とのこと。
郷に入居し、月曜日には冴子やマヤを相手にトンチンカンな長話を延々としていたが、火曜日には入居者はおろか職員にまで丁寧に入居の挨拶と高級和紙に包んだ贈り物をしていた（が、その中身は100円ショップで売っているアイディア商品であり、一同を驚かせた）。その後は郷の厨房でも長話を繰り広げたことが食堂主任の橋本から語られる。
郷が新入居者の話題で盛り上がる中、ひそかに東京の100円ショップにて万引き騒動を引き起こし、続けて大浜市の100円ショップにて万引き騒動を引き起こす。
万引き騒動がひとまず一段落した頃には、郷でのあらゆる物事に首を突っ込んでは仕切っており、マヤや冴子から怒りを買い、さらに、乃木坂テレビの60周年記念番組への出演も勝手に引き受けてしまい、郷内を騒然とさせる。
前立腺の手術から退院した栄のコテージを玉子・さとみと見舞うと栄の考えた「いたずら」には見事にハマってしまい、「お大事に〜!」と叫ぶように大慌てでコテージを出て行ってしまった。なお、白状した栄が謝罪してもしばらくの間は許さなかった。
めぐみの認知症の悪化が噂され始めた頃、こちらも認知症の症状が悪化したらしく、玉子に依頼があった敷島衣装のCM話を自分のことのように語り、さらには新たに警備会社を設立するなどと語る（玉子によると「自分で服の着脱も難しくなっている」とのことで、劇中でもズボンと長袖とを間違えていた。また、玉子によると万引き癖も再発しているらしく、玉子が郷にバレないように処理している）。
202話では、さくらの人形が紛失したことについて訊ねた栄に「黒蜥蜴の仕業」とトンチンカンな返答をする。玉子いわく、黒蜥蜴の言い訳は多いらしく、ますます盗癖が悪化しているらしい。そして、広間にあった壺を盗み出そうとしたところを中里に見つかり、しかも壺の下敷きになってしまい、ぎっくり腰を患ってしまう。
マロの生前葬の聖歌隊のオーディションには参加するも、白鳥との間に何かあったらしく「（白鳥の奴、）何も分かっていない!」と立腹してしまう（玉子によると、そののち、部屋中に失禁してしまったらしい）。
生前葬本番では何事もせずに参加していたが、最後の最後に香典として使われていたニセの紙幣（マロ紙幣）を盗み出してしまい、中里らを慌てさせた。
マロの生前葬後には玉子とともにヨガ教室に通っており、ストレッチがわざとできないフリをし、インストラクターの稲垣に甘えていた。だが、稲垣の結婚報道が出た途端に「あの野郎!」とキレ、玉子のナスの呪い揚げに賛同していた（呼び方も「シンちゃん」から「シン公」に変わり、怒りは相当らしく、冴子から窘められるほどだった）。マヤの自殺未遂の一件は知らないままで、冴子のごまかしを信じて羨ましがっていた。
234話の焼香時には「マロ紙幣」を差し出していた。
香川さくら（かがわ さくら）
演 - 丘みつ子
明るく健康的なキャラクターでお茶の間の人気者だった元スター女優。お嫁にしたい女優ナンバーワンとされ、『夏子の午后』で賞も獲った。「さくら」「先生」と呼び合う仲で、50年程前の若い時分、栄の書いたドラマでも活躍した。
路子がいた304号室に入居が決まるが、お化け騒動のため、208号室への入居となる（本人曰く「幽霊って、嫌いじゃない」）。
6歳の頃に広島郊外で原爆投下に遭遇しており、実の母親と姉を失っている（本人は大きな木の陰にいて、不思議と何の影響も出なかった、とのこと）。6歳からデビュー時までは岩手で育った。
新たな入居者たちの中ではダントツで礼儀正しく常識人なため、冴子やマヤも彼女だけは入居を歓迎する。入居前には色々あってテレビ出演は減っており、「京都でカツカツの生活をしながら涙会なる組織でバイトをしていた」らしい。
与勇輝に影響されて人形作りに凝っており、栄を展覧会へ誘い、創作に対する影響を新たに与える。
怜子が勝手に出演を決めた乃木坂テレビ60周年記念番組には他の入居者らと参加を決めるが、本番ではぞんざいな扱いを受けてしまう。
栄の前立腺手術後の「いたずら」の謝罪を受けると、怒るどころか「そんなことはいい」と穏やかに答え、今までと変わらずに接していた。
「名倉紙幣」が使用された賭博には当初は絡んでいなかったが、郷内に広がるにつれて賭場へ顔を出すようになり、栄を驚かせた。
秀次の「果たし合い」後の朝食時には、さとみとともに那須の肉体について褒めていた。
202話では、栄のコテージをさとみと一緒に訪れ、以前見せたことがある人形が紛失したことを相談する。
224話ではカサブランカにて栄と久しぶりに会い、義理の姉が亡くなったことや育ての母が105歳で健在であること、母の世話を巡って弟の嫁がモメていたことを語る。このことが、栄とあやのの過去を思い起させることになる。
マヤの自殺未遂騒動のことはまったく知らず、冴子の提案通りに郷へ戻ったマヤには普段通りに「おかえりなさい」と声をかけていた。
「栄がめぐみのためにシナリオを書いてあげている」という噂話は知っており、栄に声をかけていた。
蒟蒻亭乙葉（こんにゃくてい おとは）
演 - 笹野高史
かつて大喜利番組で活躍した落語家。愛称は「宗匠」。郷内では和装である。
俳句の嗜みがあり、毎週土曜日に行われる「夜の句会」を主宰している。季語の何たるかを熟知している分、要素が欠けた句は「川柳の域を出ない」と評している。また、句題がボケだった回では、昨今のテレビがボケという単語を差別的だとしていることに「『ボケ』は立派に季語です!」と不満を述べた。
怜子の万引き騒動によって郷内が持ちきりだった際には100円ショップを盛り込んだ句が詠まれたが、略称の「ヒャッキン」を含めて知らなかった。
白鳥のことは「ハクチョウさん」と呼んでいる。
マロに負けずに噂好きらしく、マロや六郎と行動をともにしていることが多い（特に朝は朝刊を見ながら噂話をしている）。
「名倉紙幣」を用いた賭場へはいち早く顔を出しており、ニセの警察が踏み込んだ日にも賭けに興じていた。
過去の芸能界の事情に精通しているようで、秀次の果たし合いが行われる前には「昔の芸能界では誰が1番喧嘩が強かったのか」と噂話をしていた。
203話でのマロの生前葬の準備会にはメンバーとして参加し、生前葬では司会を担当。マヤとマロが弔辞をめぐってモメていることは、わざわざ電話をかけて栄に伝えた。
ヨガ教室については半分は男としての嫉妬があって快くは思っていないらしく、「ムキムキマン」と呼んでいた。また、みどりらが新たなヨガ教室のために募金活動をしている噂話はすでに仕入れており、栄らに報告した。
マロの病状は把握していなかったようで、告別式後に名倉理事長から聞かされたときには驚いていた。
247話では栄が完成させた『道』のシナリオをなぜか知っており、栄を慌てさせる。
辛坊修（しんぼう おさむ）
演 - ジェリー藤尾
「ハートの修」と呼ばれた元スター。かつてはテレビの名脇役として売れていたが、各テレビ局と衝突を繰り返したために干されてしまった。マロとは親友（曰く「マブダチ」）だったが、30年以上前にマロに「鼻毛が出ている」「ただ伸ばしているだけ」などと、つまらないことで喧嘩をし、お互いに意地を張ったまま現在に至る。
栄のことは「栄ちゃん」と呼ぶ。
乗馬が趣味だったが落馬して負傷したため、現在は車椅子生活を送っている。202号室への入居が決まる。
未だに下ネタが大好きらしく、時には六郎に下ネタを提供している。マヤからは「スケベジジイ」と嫌われており、上記の件があり、マロからも快く思われていない（露骨に嫌な顔をされる描写がある）。
入居早々、朝のやすらぎ体操時に女性職員の臀部を触るなどし、相変わらずのスケベ根性を見せる。
秀次の「果たし合い」ではリング上でOPの歌を担当する。
マロの生前葬の聖歌隊が結成された頃に栄に「生前葬はマロから言い出したのか」などと心配して様子を聞きに来る。マロとは性分が似ているために、マロも素直になれずにいるであろうことを思ってか、「本当は、遠くへ行きたいを（自分に）歌ってほしいのではないか」と栄に語る。そして、生前葬本番ではマロと笑顔で会話を交わし、献花ならぬ「献歌」を行う。
225話では栄にマロの見舞いに行ったことを話す。自分の有する知識を得意気に話す一方、やはり半分寝ているようなときもあったため、栄には「マロはもう長くないかもしれない」と本音を打ち明けた。
マロの最期は冴子・マヤらとともに看取っていた。
九重めぐみ（ここのえ めぐみ）
演 - 松原智恵子
かつての大スター。愛媛県松山市の出身。実の妹を空襲で亡くしている。乃木坂テレビの昼のメロドラマで人気を得た。映画『雪国 (小説)』では駒子役を演じ、賞も得た。ワンマン専務・鬼沢（故人）の愛人だったため、乃木坂テレビには彼女専用の楽屋がしつらえられるほどの高待遇を受けていた（一応、現在も顔が利く）。好物は一風堂のどら焼き。
若い頃、大根役者という言葉の意味を知らずに「ダイコンよりトマトの方が好き」と答えたことがあり、それ以来、陰で「トマト」と呼ばれている。
おっとりとした人柄だが、マヤは気が合わないらしく、冴子とともに入居時の出迎えに現れず、本人は「新入りなのに挨拶に行かなかったから」と気にしており、栄に相談を持ちかけていた。
入居後、時折、7年前に亡くなったはずの鬼沢が生きているかのような話し振りをしており、周囲から認知症を疑われる。そして、実際、名倉理事長による初期の認知症テストの結果は芳しくなかったが「どうでもいいことはすぐ忘れてしまったほうが幸せ」との境地に至る。
上述のように、顔が利く乃木坂テレビから記念番組への出演依頼があり、それに応えるつもりもあって怜子や秀次らとともに参加するも、番組内ではひどい扱いを受け、それに怒った秀次が大暴れするきっかけとなった。
秀次とは昔からの顔見知りであり、気がある。そして一緒に古寺巡礼を重ねるうちに交際に発展するも、認知症は悪化していき（食事をしたこと自体を忘れる、場所を京都だと認識する、など）、金銭を盗られた妄想に駆られ、秀次の顔も忘れ始め、ついには秀次に馬乗りになって首を絞めたために病院棟に移される。その後、栄が見舞いに行くと「わたし、秀さん、殺しちゃったの」と発言し、栄が何度も訂正するも聞き入れられる状態ではなかった（のちに秀次が見舞ったときには「どなた?」と問い、突然クイズを始め、「秀さんだ!」と言った直後に「でも、変ね。秀さん、死んじゃったのに」と発言。そして最終的には大川橋蔵 (2代目)と誤認するといった病状であった）。
マロの生前葬の聖歌隊のオーディションが行われた頃には、もはや別世界にいる状態であった。
のちにマロを見舞った栄が秀次と会った際に聞いたところによると、昭和30年代を行ったり来たりしていると言われていた。駒子役を演じていた頃の自分が忘れられず、栄を病室に呼び出し、秀次と一緒に考えたという脚本を一方的に語るも、荒唐無稽な内容だったため、栄には逃げ出すように病室を出て行かれてしまった。
247話時点では症状が悪化し、すっかり幼児化してしまっており、何を話しているのか認識されない状態であった。
岸井さとみ（きしい さとみ）
演 - 水野久美
元人気女優。悪女役で名を馳せ、「昭和を彩った悪の徒花」とも評せられた。名倉理事長曰く「よく喋る」、マヤ曰く「家具の趣味が悪い」。
服装が派手で声が大きい。良く言えば大らかで飾らない人柄、悪く言えば無神経でデリカシーに欠ける。
無遠慮で思ったことはズバズバ言ってしまう。入居初日、マヤには「老けた」と言い、出迎えを見て「ジジイとババアの博覧会」と言う。さらに冴子のつけまつげには「無駄な抵抗」など、大声で無礼な発言を繰り返したため、冴子やマヤの怒りを買った（本人は郷への入居は気に入ったらしく、えらく上機嫌だった）。
凉子がいた208号室に入居が決まったが、マヤ・冴子とはそれほど年齢が変わらないにも関わらず、そのことをネタに2人を小馬鹿にした態度を取るなどの天衣無縫な振舞いを行ったため、我慢の限界を迎えたマヤと冴子が仕掛けたお化け騒動に巻き込まれてしまい、これ以降は騒動時に親切に対応した怜子と親しくなる。
乃木坂テレビの60周年記念番組へも怜子らと出演するなど、どこか過去の栄光が忘れられないようである（なお、このときの番組内での扱いは散々であったが、未だに懲りていない言動があるため、マヤからはその点で呆れられていた）。
「名倉紙幣」が使用された賭博問題では、興行主であるマロとともに場を仕切っていた（ばっちりとメイクも施すほどの気合の入れようだった）。が、名倉理事長の案であるニセの警察による「家宅捜索」でこってりと絞られてしまった（最後まで偽者だとは気が付かなかった模様）。
怜子の認知症が悪化してからは一定の距離を保っており、さくらと行動をともにすることが増える。
202話では、栄のコテージをさくらと一緒に訪れ、さくらの人形が紛失したことを相談する。その際には「怜子が犯人ではないか」と栄に告げる。
マロの生前葬後はヨガ教室に参加しており、インストラクターの稲垣からのアドバイスに鼻の下を伸ばしていた。が、若手女優との結婚が報道されると「許せない!」と怒っていた。

#### その他
九条摂子（くじょう せつこ）
演 - 八千草薫
「姫」と呼ばれた、今は亡き大スター。度々、栄の枕元に現れる。口癖の「ねぇ」もそのままであり、栄を「先生」と呼ぶのも変わらずである。
彼女が暮らしていたヴィラA号室は彼女亡き後、ずっと空き部屋として残されていたが、それから約2年の時を経て怜子と玉子が入ることとなった。
栄からは「やすらぎ一座」として出演してほしいと依頼されるも、「（幽霊なので）足がない」との理由から「足のない役にしてちょうだい」と冗談めかす。
栄がエリに対して舞い上がっていたときには律子と一緒に夢に登場し、「病気だ」と灸を据える。
『道』の原稿完成時にも再登場。栄がしの役を律子に当てて書いたものであることを見抜いており、原稿が紛失しないようにコピーを取ることを助言する。
井深凉子（いぶか りょうこ）
演 - 野際陽子
生前からの律子の親友でもあり、栄とは家族ぐるみで親交があった元女優。活発な人柄で、日々の運動を欠かさず、濃野佐志美のペンネームでやすらぎの郷内で聞いた話を小説にし、作品の一つは芥川賞候補にも選ばれていた。
姫の死後、後を追うように鬼籍に入る。
208号室は空き部屋として家具もそのまま残されていたが、さとみが入居することとなっていた。ところが、さとみの態度に腹を立てたマヤと冴子が引き起こした幽霊騒動のネタにされ、その後さとみが戻ろうとしなかったため、結局さくらが自らのコテージと交換する形で入居することとなった。
三井路子（みつい みちこ）
演 - 五月みどり
元女優。元入居者。郷のスタッフ・中里と相思相愛の仲になり、80歳を過ぎてめでたく結婚。元気に郷を退所していった。
59話にて、マヤと久々に郷にて再会する（中里に弁当を届けに来た模様）。そして、偶然にやって来た怜子の長話の犠牲者となってしまった。
234話では中里に付き添われながらマロの告別式に出席していた。
及川しのぶ（おいかわ しのぶ）
演 - 有馬稲子
郷の元入居者。摂子の死も影響したためか、認知症が悪化。
郷とは別の介護施設へ移されており、以降の連絡はない。
松岡伸子（まつおか のぶこ）
演 - 常盤貴子
郷の元コンシェルジュ。マロと結婚を前提とした交際をしており、ついには郷を離れてとあるマンションの部屋で同棲していたが、最終的には破局した。
6話において、香水の中でも有名なシャネルの5番を愛用していたことが判明した。

### 総集編
菊村栄一（きくむら えいいち）
演 - 梅宮辰夫
すでに他界した栄の実父。愛煙家で酒好き。
摂子同様、栄の枕元に現れ、郷での出来事や執筆中のシナリオ（これまでに放送してきたあらすじ） を語らせる。
栄に対して天国での現況や同じく天国にいる妻の様子、そして『道』が天国で放送されている人気番組であることなどを説明する。
戦時中はインパール戦線で従軍して生還を果たした経緯を持つ。
当初の台本にはなかったが、放送開始後、総集編の狂言回しとして新規に登場した。
元大臣
生前、大臣として権力を握り、死後も天国において権力を振るいかざしている人物。栄一によると彼が「体に良くない」という理由で禁酒法を強いた結果、天国では酒が手に入らなくなり、加えて禁煙法まで成立させようとしているとのこと。
菊村あやの（きくむら あやの）
演 - 奈良岡朋子
前作において、栄と凉子との会話の中で触れられた、既に他界した栄の実母。
今から40年前の80歳に達していた晩年に認知症を患い、正月には古いカレンダーでお年玉のポチ袋を作ってはそれに500円玉を入れて栄と律子に渡し、その直後に渡したこと自体を忘れてまたお年玉を渡すのを繰り返していた。やがては律子のことを忘れ、栄が律子と結婚したことも忘れる、という症状の悪化に伴って栄の判断により病院に預けられる。栄が見舞いに来たある日、栄に「生きていていいの?」と言った（その後、1年ほどして亡くなったという）。
栄一によると、昔は天国に行った者は認知症が治っていたようだが、あやのは死後も認知症が治らず、加えて今の天国では認知症が流行しているという（栄一までその気があるらしい）。
224話の栄の回想によると、病院へ預けられる前には精神を病んでいたようで、当時のベストセラーである楢山節考になぞらえて「楢山行きの切符が欲しい」と言っては栄を困らせていた。

### ゲスト

#### 第1週
財前茂（ざいぜん しげる）
演 - 柳葉敏郎
テレビ局「湾岸テレビジョン（通称、湾岸テレビ）」のドラマプロデューサー。栄や冴子、マヤとは仕事上の付き合いだけでなく、プライベートでも麻雀を打ち合う仲。かつて、冴子から聞いた話を切っ掛けに、終戦記念ドラマスペシャル『機の音』の脚本の執筆を栄に依頼した人物。この企画の発端となった冴子に加えて、マヤにも出演をオファーしていた。しかし、この企画が先に制作に向けて進行中の段階で、栄と共に舞台となる山梨へシナリオハンティングのため足を運ぶものの、後から湾岸テレビとビジネス上の付き合いのある広告代理店が強く推した企画『李香蘭物語』の方が次第に局の上層部の間で「若者層の高視聴率を確保できる」という思惑から優勢になってゆき、財前自身は『機の音』を制作する方向で上層部に抵抗を続けていたものの、結局最後には上層部の判断に従い、不本意ながらも栄や冴子、マヤを裏切る形となった。
なお財前は「何が何でも『機の音』を作る」という思いが強かったために、『李香蘭物語』の件については栄に何も伝えておらず、中国ロケとにそれの前準備であるロケーションハンティングが決定したその翌日に上司（詳細は後述）から局の正式決定として『李香蘭物語』の方が作られると伝えられた時も、自身は責任を以って栄に自分の口で伝えると答えておきながら、当の栄に伝える勇気を持てないまま椎名と共に中国へと旅立ち、そろそろ栄も真実を察する頃合いだろうと考えた上でようやく真実を記した手紙を中国から国際郵便で栄の自宅へと送った。
冴子の妹
冴子が戦時中に山梨の村へと疎開していた当時、冴子と一緒に疎開していた彼女の妹。当時の冴子にとって、妹の手を引いて町の分校に通うのが彼女の日課であった。
椎名和彦（しいな かずひこ）
演 - 高杉亘
「湾岸テレビ」のディレクターで数々の社会派番組を手がけ、受賞歴もある人物。財前共々栄とは何度か仕事を共にしたことがあり、その縁から財前をして栄に「彼になら安心して任せられる」と太鼓判を押され、自身も『機の音』の制作には前向きなばかりか「作品のスケール感を出すには、中国ロケが不可欠」と主張し、局の上層部に掛け合ったところそちらも実現する方向と栄に説明した。しかし、最終的には財前共々上層部の判断に従い、栄に何も告げないまま財前と共に『機の音』ではなく『李香蘭物語』のための中国でのロケーションハンティングを行うべく現地に向かった。
社会派番組を手掛けるにあたっては、「伝えたいメッセージを視聴者にしっかりと伝えるのが大切」というこだわりを持っており、栄が戦時中に苦労を重ねた世代の人々に配慮して『機の音』の第2稿を「直接的に戦禍を被るような場面は描かず、視聴者の想像にのみ委ねる、おとなしい内容」で仕上げた際には、特に不満の無かった財前とは対照的に「戦争の残虐性を視聴者に伝えるには、刺激が弱すぎる」と指摘した。
桃（もも）
演 - 浅丘ルリ子
栄が構想した『機の音』の主人公。明治38年（1905）年生まれで、物語冒頭の昭和22年（1947年）時点では42歳。満州で妹の梅共々全てを失い、その経験から少し頭がおかしくなった梅を見守りながら生まれ育った山梨の村へと戻るところから、『機の音』の物語が始まっていく。
栄は冴子が演じるのを前提に人物像を構築する中で、彼女と同様に「野良仕事の時であっても、必ず顔に厚化粧をする」という設定を加えた。『道』パートでは130話から登場（苗字は三木）。新田のじいさんを経た名倉の紹介で、昭和22年春先から浅井家の空き家（しのの生家）に姉妹で住む。長野に近い山梨県北部の出身。川辺温泉の赤線地帯で働いているのを公平に知られた後、昭和25年の正月に梅と共に小野ケ沢から姿を消す。
梅（うめ）
演 - 加賀まりこ
栄が構想した『機の音』の重要人物。明治40年（1907年）生まれの、桃の2歳違いの妹。満州での過酷な体験から少し頭がおかしくなり、物語後半の満蒙開拓団の話を聞こうと一人の男が訪ねてくる場面においては、当初は「リンゴの唄」を延々と口ずさんでいたが、男が満蒙開拓団の事を口に出した途端表情が硬くなり、男が渡した名刺を即座に破り捨てるなど、当時の出来事に触れられるのを極端に嫌がる様子を見せた。
栄はマヤが演じるのを前提に人物像を構築する中で、彼女自身の冴子に対する対抗心から、全体的には大雑把な人物であるとのイメージを固めた。桃と共に、『道』パートでは130話から登場。
山根公平（やまね こうへい）
栄が『機の音』を構想する中で、作中の時代における日本人の結婚年齢が今よりも若かったことから桃ないし梅の夫として構築した人物。桃や梅とは異なり、人物像については特に触れられていないが、栄の記憶の片隅にその名前は残っていたようで、最終的に栄は『道』を作るに際し、彼とよく似た名前の「根来公平」という人物を構築した。
三井（みつい）
演 - 飯田基祐
「湾岸テレビ」の編成局長。栄に『機の音』がボツになったという重要な決定が伝わっていなかったことを知り、坂上らと共に謝罪した。また、先述の事情もあって栄には既に財前の方から説明があったものとばかり思っており、それについて「財前はああ見えて気の弱い男です。『機の音』がお蔵入りになったことを言い出せなかったのでしょう」と説明した。その上で栄に『李香蘭物語』の件について説明し、かつその中で「最後まで『機の音』を作ろうとしていた財前を説得したのは私です」と発言したが、財前が栄に送った手紙によるとその説得の中身は「『機の音』は作らず『李香蘭物語』の方を作るが、主演予定だった白川さんは改めて重要な登場人物である男装の麗人こと川島芳子で出演させる」という妥協案であり、財前はそれを「たとえそれで白川さんが納得しても、水谷さんが納得するとは思えない」という理由で撥ね退けていた。
坂上（さかがみ）
演 - 石井英明
「湾岸テレビ」の制作部長。財前が栄に送った手紙によると、編成会議の席で最初に広告代理店から『李香蘭物語』が提案された際に財前と一緒に反対してくれたとのこと。
佐伯（さえき）
演 - 瑞木健太郎
「湾岸テレビ」の編成ドラマ担当。冴子やマヤからの話を聞いて湾岸テレビの動きに不信感を抱いた栄が局を訪れた際に対応し、話を聞いた上で「それが事実なら、ひどい話ですよ」と憤り、三井らに報告した。
西条さゆり（さいじょう さゆり）
演 - 永池南津子
元宝塚歌劇団の女優。冴子やマヤに比べて若者層の知名度が格段に高く、広告代理店が「若者層の視聴率を期待できる女優」として『李香蘭物語』の主演に抜擢した。このため、せっかくの晴れ舞台を奪われる形となった冴子やマヤからは嫌われ、ことにマヤからは「素人の大根女優」呼ばわりされた。
それから10年の時を経た現在も冴子やマヤからは嫌われており、共演者との不倫疑惑が報じられた時も2人からは散々に言われていた。なおこの時、さゆり自身は夫のいる既婚者で、共演者も妻帯者であったことからW不倫として騒がれたが、さゆりはマスコミの追及に対して不倫については否定し、「台本の読み合わせのために顔を合わせていて、その最中に体調を崩して介抱してもらっただけ」と説明したが、最終的には「世間をお騒がせしたことを、心からお詫びします」と謝罪した。
常務
「湾岸テレビ」の営業担当の常務。財前に対して「局の決定事項」として『機の音』ではなく『李香蘭物語』の方が制作されることになったと自ら呼び出して伝え、加えて栄に関しては「伝えづらいなら自分か三井の方から説明する」と伝えたが、財前が「私の口から伝えます」と答えたことで自ら栄に連絡をすることは無かった。

#### 第2週
バイトのお嬢さん
演 - 大槻まゆみ
伸子と破局して落ち込んでいたマロに元気を出してもらおうと、冴子とマヤがバイトとして雇った若い女性。マロの誕生日プレゼントとして運ばれてきた巨大な箱からバニーガールの姿で現れ、マロに抱きつくが、伸子が愛用していた香水である「シャネルの5番」をたっぷりと付けられていた状態であったことからマロを興奮させすぎて血圧を急上昇させ、医務室送りになる騒ぎになった。
榊原アザミ（さかきばら アザミ）
演 - 清野菜名
かつて女優として活躍した安西直美の孫娘である、脚本家志望の若い女性。栄を神の様に尊敬している。
自身の作品であると栄に説明した『手を離したのは私』を巡る一件が終わった後は栄との連絡を絶っていたが、昨年の秋から再び栄とメールのやりとりをするようになった。
栄は『道』を構想するに当たって、彼女を昭和編のしの役にキャスティングしている。
なお、栄一によると天国では『道』が人気を集めている中でしのも人気を集め、それを演じているアザミも注目を集めており、栄一個人は栄にアザミと自分に関する話をしたことは無いかと尋ね、栄から無いと答えられてしょんぼりしていた。
羽村俊一郎（はむら しゅんいちろう）
演 - 神木隆之介
アザミの交際相手で、大学でシナリオを専攻している学生。アザミと同等かそれ以上に栄のファンである。最近はアザミと上手くいっていない様子で、この件でアザミは再び栄とメールのやりとりをするようになったが、栄は表面上は「若い頃の苦労は肥やしになる」とアザミに助言する一方で本心では彼を「いけ好かない彼氏」呼ばわりしていた。

#### 第11週
竹芝柳介（たけしば りゅうすけ）
演 - 関口まなと
歌舞伎界の名門である竹芝家の生まれで、現在の当主である竹芝柳二郎の三男。また、竹芝家の先代当主で、歌舞伎界の大御所にして人間国宝であった故・竹芝柳翁の孫。東京都出身。24歳。
若くして人気を博し、歌舞伎役者としてのみならず多方面でも活躍して「タケリュウ」の愛称で呼ばれ、現在は大河ドラマ『山波 - 日本元年 -』の準主役である新選組の山南敬助役で出演していたが、大麻取締法違反の容疑で指名手配されている。
柳介の不祥事を報じる報道番組の中では柳二郎の息子で、柳翁の孫と説明されているが、実は白川冴子の孫で、なおかつ本人もそれを知っていたことから冴子とは祖母と孫として接しており、そのこともあって冴子は彼を自分のコテージにこっそり匿っていた。この事に気付いた栄やエリ、マヤからの追及に対する冴子の弁明によると、「高校はニューヨークに留学していたが、その時に私が祖母であると気付いたようで（第194話の柳介の言によると、冴子が柳二郎を極秘出産した場所が留学先であったニューヨーク）、同時に大麻の味を覚えたみたい」とのこと。
栄から事態について知らされた理事長達は、栄と秀次に説得を依頼。まずは栄が説得を試みるも「男の美学が許さないから」と自首を拒否。しかし、秀次から「簡単に男の美学を語るな」との説得を受けて自首する事を決意。郷のスタッフの協力のもと、アパートの一室から警察に連絡し、逮捕された。
初犯だったこともあって釈放されることになるが、竹芝家からは縁を切られ、所属事務所からは解雇されていたため、冴子のもとに身元引き受け話が舞い込む。結局、「冴子とは一切面会しない」という厳しい条件で中里らが引き取り、郷の食堂で裏方の下働きとして働くことになる。なお、中里らからは「シロ」と呼ばれている。
仕事の合間にはめぐみの介護と話し相手をしており、めぐみからは市川雷蔵 (8代目)だと認識されている。
のちに竹芝家から番頭がやって来て身柄を引き取る話となる。竹芝家の遠縁にあたるマダム・ハミルトンもやって来て、急遽渡英が決まる。名倉理事長らの計らいで冴子と再び話す機会を得て、そのまま郷を去って行った。
広中しのぶ（ひろなか しのぶ）
演 - 黒川智花
柳介と共に大麻を使用し、大麻取締法違反の容疑で逮捕された女優。大河ドラマ『山波 - 日本元年 -』の主演を務めていた。
保釈後にマンションの自室で服毒自殺をはかるも、一命は取り留める。
144話にて再登場。先の件が大河ドラマを放送中断に至らしめたということもあって事務所から解雇され、故郷（長崎）に帰る旨を柳介にメールで知らせてくる。代わりに郷箕駅で栄が会うことになり、祖母の介護のために看護学校に入ろうと思っていることを語った。
竹芝柳翁（たけしば りゅうおう） / 竹芝柳之介（たけしば りゅうのすけ）
竹芝家の先代当主。現在は故人。晩年に襲名していた「竹芝柳翁」としては二代目で、人間国宝に認定されていた歌舞伎界きっての大御所であった人物。孫の柳介の不祥事を報じる報道番組の中では柳介との家族関係について単に「柳介の祖父で柳二郎の父」と紹介されていたが、実際には柳二郎とは養子縁組を結んだ義理の父子である。
だが真実は、柳二郎の血を分けた実父にして、冴子のかつての恋人。およそ60年前の「二世竹芝柳之介」を襲名していた頃に文芸雑誌の正月対談の場で出会った冴子とお互いに一目惚れして相思相愛の関係になるが、「歌舞伎界の名門の嫡男と映画界のポッと出の女優」である2人の関係を当時の竹芝家は快く思わず、2人を別れさせた上、当時冴子が身ごもっていた2人の間の子も極秘出産の末に引き離されることになり、加えて竹芝家に勝るとも劣らぬ名門の紀州家の生まれの娘（詳細は後述）との縁談が成立したことで冴子と夫婦になることは出来なかった。しかし、妻との間に娘しか生まれず、男社会である歌舞伎界では必要不可欠な「嫡男になり得る男子」を得られなかったことから苦肉の策として、引き離された実子である冴子が生んだ息子を表向き養子縁組という形をもって竹芝家に迎え、そこで彼が父親譲りの歌舞伎役者としての才能を発揮したことから正式に嫡男とした。
竹芝柳二郎（たけしば りゅうじろう） / 竹芝柳之介（たけしば りゅうのすけ）
竹芝家の現当主。柳介を含む3人の息子の父。「竹芝柳二郎」を襲名した者としては五代目。柳介の不祥事に対してはマスコミに残念との旨を語っていた。
柳二郎本人は先代当主の柳翁とは15歳の頃に養子縁組を結んだ義理の父子であると信じているが、実は柳翁とは血を分けた実の親子であり、なおかつ血を分けた実の母親は冴子。しかし本人はそれを知らされぬまま、冴子が極秘出産した直後に実父とも実母とも関係の無いところで育てられていたが、先述の理由で跡取りとなる男子を欲していた実父から表向き養子縁組という形を以って竹芝家の一員となり、そこで歌舞伎役者としての才能を発揮したことから正式な跡取りとして認められ、「三世竹芝柳之介」を襲名することを許された。
なお、劇中では柳翁と柳二郎の姿が静止画像という形で登場するが、彼自身は冴子の実子ということもあって息子の柳介よりもずっと冴子に似た顔立ちをしている。
アルキメデス・ソフォクレス・アリストファネス・オナリス・Jr
ギリシャの船舶王にして、怜子の夫。彼との国際結婚によって当時人気を博した女優であった怜子はヨーロッパの社交界にデビューすることになった。が、のちに破産して財産と社会的地位を失ったことで、怜子の順風満帆な生活も一変することとなった。
竹芝柳翁夫人 / 竹芝柳之介夫人
柳翁の妻。夫に先立たれてからも健在の身。87歳。
柳翁が「二世竹芝柳之介」を襲名していた当時、竹芝家と紀州家の間で結ばれた縁談により彼の妻として竹芝家に嫁いできた。実家の紀州家は歌舞伎界の名門であり、彼女と竹芝家の柳之介との縁談は両家間の史上初の縁談であったことから世間を大いに喜ばせることとなった。このため、夫の柳翁が亡くなり、義理の息子の柳二郎が当主となった現在も「先代当主の妻」ということから竹芝家では誰も逆らえない「長老」的な存在。家中の人々からは陰で「鬼ババ」と呼ばれている。

#### 第12週
高砂一平（たかさご いっぺい）
演 - でんでん
「レインボー警備 株式会社」に勤務する敏腕の万引きGメン。肩書は「万引き対策チーム 主任」。
かつては湾岸テレビの衣装部で働いており、その当時の愛称はハンチング帽を愛用していたために「（ハンチングの）高やん」。が、不況の煽りによって遡ること3年前にリストラされ、現在に至る。
律子とはまだ栄と結婚する前の頃から縁があったため、栄とも縁がある。かつて栄が律子を亡くした後で「やすらぎの郷」へ入居する際にも、その事は手紙で伝えられていた。
198話で再登場。怜子の万引きを止めるために尽力する。
田中公介（たなか こうすけ）
演 - 六角慎司
東京の100円ショップの店長。
堺茂（さかい しげる）
演 - 日向丈
万引きGメン。高砂の部下。
米内
演 - 永島和明
大浜市に新しくオープンした100円ショップ「kokono」の店長。

#### 第18週
柳年男（やなぎ としお）
演 - 小木茂光
「乃木坂テレビ」執行役員編成局長。
めぐみとは、かつて秘書課に在籍していた当時に彼女を担当していた縁で面識があるが、郷で久しぶりに対面した際には思い出してもらえず、自分について説明してからようやく思い出してもらえた。
若い頃に揉み手ばかりしていたらしく、当時の専務の鬼沢からは「指紋のない人」と呼ばれていた。本人曰く、栄とは過去にパーティーの席で顔を合わせたことがあるとのこと（まだ鬼沢は存命中の頃であったらしい）。
めぐみとの縁から乃木坂テレビの60周年記念として、彼女とそれ以外の郷のメンバーの出演を依頼してくる。出演に前向きな姿勢の怜子と独自に出演交渉を進め、さらに栄に「明るくなけりゃテレビじゃない」「視聴率は公正」と発言したため、栄の機嫌を損ねる原因を作ってしまう。
石坂兵三（いしざか へいぞう）
演 - 吉満寛人
「乃木坂テレビ」専務取締役。本人によると「この春に出世したばかり」。
柳とは違い、めぐみと郷で対面した際には覚えられており、専務への出世も「鬼ちゃんの後釜になった」と喜んでもらえた。

#### 第19週
豊臣家康（とよとみ いえやす）
演 - 木下ほうか
自らを頂点とするお笑い芸人達の一団である「豊臣軍団」の「大将」で、世間における若年層を中心とするお笑い人気もあって気や態度が大きい。
ニラギョーザ
演 - 小松利昌
豊臣軍団の「参謀」。短気で時に喧嘩腰になる性格。
司会者
演 - 横山ルリカ
乃木坂テレビ開局60周年前夜祭第一弾『特番!! 笑いの大将〜あの人たちは今〜』の番組司会者。
ゆい
演 - 鈴川琴音
ニラギョーザの楽屋に会いに来たアイドル。ニラギョーザの携帯電話での会話によると彼との密会の様子をどこぞの雑誌にスクープされたらしい。
根岸（ねぎし）
演 - 宮本大誠
乃木坂テレビの社員で、冴子・マヤ・栄と面識がある。『笑いの大将』特番収録当日、3人の来局を笑顔で出迎えた。
伊吹（いぶき）
演 - 桜井聖
『笑いの大将』のプロデューサー。
小倉（おぐら）
演 - かないしゅう
『笑いの大将』の演出担当。
赤木花
演 - 加弥乃
『笑いの大将』のアシスタントプロデューサー。
スタッフ
演 - 喜多貴幸
『笑いの大将』のスタッフ。
衣装スタッフ
演 - 桐島ココ
めぐみが着替えをしに来た際、冷たい対応をする。また、彼女が鬼沢について言及した際に「知りません」と返したことから彼の死後にこの仕事に就いた模様。

#### 第20週
ヤクザ
演 - 白竜、阪田マサノブ、真柴幸平
「大日本魂心会」を名乗る。秀次は「俺たちの神様」であると豊臣軍団に対して語る。
来館客
演 - 野村昇史
2019年8月13日、杉並区武蔵ヶ丘にある「武蔵野の丘ミュージアム」で開催されていた「与勇輝 －人形展－ 〜懐かしき道〜」で、乃木坂テレビ帰りの栄と出会う。4日間ここに通っていると語る。
高嶋紀子
演 - あべまみ
ワイドショーのコメンテーター。
長澤一道
演 - 山本修夢
ワイドショーのコメンテーター。
大西綾乃
演 - 笹丘明里
ワイドショーのコメンテーター。

#### 第24週
菊村一郎（きくむら いちろう）
演 - 水津聡
栄と律子の息子。律子への介護での対応から始まり、積み重なったものがあるため、あまり栄との交流はない。
205話で再登場。
226話では栄の夢にも登場する。
菊村加奈子（きくむら かなこ）
演 - 森上千絵
一郎の妻。栄は「悪い嫁ではない」と思っている。が、律子の介護時の、ちょっとした対応が気に入らなかったことが発端で、普段の交流はない。
205話にて再登場。
226話では栄の夢にまで登場する。
是枝
演 - 朝倉伸二
「維新会病院」院長。
浦田
演 - 明星真由美
「維新会病院」看護師長。
八木隆司
演 - 山下真司
通称は「リュウさん」。著名なメイクアップアーティスト。腕は確かだが喧嘩っ早い。ここ数年はハリウッドで活躍している。栄と同じ病院に同じ病気の手術のために入院していた。久々の再会を果たしたことで、栄がとある「いたずら」を思いついてしまう。

#### 第29週
溝口（みぞぐち）
演 - 布施博
郷の近くの警察署の署長。名倉紙幣が郷外へ出回った件で訪れて来る。

#### 第36週
牧田喜十
演 - 宝田明
OE貿易会長。玉子とは特別な関係だった。現在、息子との仲は悪いらしい。
牧田誠
演 - 吉岡秀隆
玉子の息子。45歳。娘・ノノカがいる。
沼田（ぬまた）
演 - 樋渡真司
牧田の代理人（弁護士）。

#### 第39 ‐ 40週
井本雪之丞（いもと ゆきのじょう）
演 - 小野武彦
竹芝家の番頭。先代当主の柳翁の代からの古株。女形として舞台に立った経験も豊富な歌舞伎役者でもあり、普段の振る舞いはどことなく女性的である。幼い頃から柳介の面倒を見てきたため、柳介を「坊ちゃん」と呼ぶ。「〜の世界」が口癖。冴子とも顔見知りである。

#### 第40週
マダム・ハミルトン
演 - マリアン
竹芝家とは柳翁の時代から付き合いのあるスコットランドの貴族の夫人。未亡人である。

#### 第40 - 41週
中山保久（なかやま やすひさ）
演 - 近藤正臣
栄と旧知のフリーのテレビディレクター。
あゆみ
演 - 竹下景子
やすらぎの郷に入居していた脚本家・向井爽吉の実娘。

#### 第42週
菊村梢（きくむら こずえ）
演 - 山本舞香
栄の孫。DVが原因で離婚して現在はバツ1である。栄の曾孫にあたる芽衣を抱いていた。

#### 第45週
稲垣新一（いながき しんいち）
演 - 中島歩
マロの生前葬後に行われるようになったヨガ教室のインストラクター。通称は「シンちゃん」。かつては器械体操の選手でオリンピックにも出場した。郷の女性陣の目当ての存在であり、筋肉の名称を言えば、不思議と参加者が言うことを聞いてしまう。男性陣からの評判は嫉妬もあってか芳しくない。このヨガ教室をめぐって、郷内を騒動が駆け巡る。

#### 第46週
堺孝則
演 - 五宝孝一
公益法人やすらぎ財団の理事。

#### 第47週
ヘンリー
演 - マイク眞木
自殺未遂後のマヤが隠れていた逗子の会員制マンションの管理人。現在も存命の太陽族にして、冴子と顔見知りである。
駒子（こまこ）
演 - 西尾まり
栄が宿泊した山梨の山あいの村にある「新井旅館」の仲居。栄が彼の名を騙る無銭飲食並びに宿泊詐欺の犯人と思い込み、警察に通報するが無実と判明してからは一転して謝罪し。食事や酒を気前良く振舞った。しかし、これによってしたたかに酔った栄からはなぜか顔や声が九重めぐみの様に錯覚されてしまう。
刑事
演 - 長谷川純
栄を騙る無銭飲食並びに宿泊詐欺の捜査のために宿泊中の栄を訪問するが、栄が犯人ではなく本物の栄その人であると確認するや謝罪した。
刑事
演 - 居島一平
一緒に捜査に来たもう一人の山梨県警の刑事。
ニタニ
演 - 里見浩太朗
栄が「新井旅館」で知り合った男性。栄の大ファンを自称。地元の住民でブドウと青物を生産している。かつては養蚕を行っていたようで、養蚕の話題を聞かされた栄は「資料以上の重みと匂いがある」と感じた。満州生まれ。シナリオハンティングを兼ねて限界集落に興味を持った栄を案内する。

#### 第48週
倉林リカコ
演 - 松本りき
マロの娘。

## 『道』
劇中の設定では、『道』の物語の登場人物を演じるのは栄が思いのままに構想した人々で、郷の入居者や職員もその中に含まれており、栄自身は「やすらぎ一座（ないしは、やすらぎ劇団）」と呼んでいる。
なお、総集編の栄一の言によると、この物語自体が『道』の名前そのままに天国で放送されており、視聴率2位 という人気番組であるという。

### 主人公・並びに物語の中心人物
浅井（根来）しの（あさい（ねごろ） しの）
演 - 思春期、青年期（昭和編）：清野菜名→晩年（平成編）：風吹ジュン
山梨県西部の山間の集落「小野ケ沢」に生きる少女。養蚕農家・根来家の同業者の娘。B型。3歳の時に実母が死去。6歳で韮崎の本家の祖母宅に預けられるが、その祖母が死去して居づらくなる。家出を経て14歳の時分、訳あって根来家に引き取られてきた。底抜けに明るく、お転婆。細かいことは気にせず、どこか抜けている点がある。度胸は満点で特技は薙刀（県大会で2位に輝いたほどの腕前）。男子相手の喧嘩にも怯まずに立ち向かい、度々騒動を起こしてしまう。
やがて年頃になり、三平と密かに文通をし合う仲になる。
戦中の昭和16年には国防婦人会（大東亜戦争〈太平洋戦争〉の開戦後に大日本婦人会へと改められる）からの依頼により、近隣の女子たちに薙刀を教える。
アヤの死後、公平がたまたま見つけた公次からの手紙によると、元々は公次の妻となるために根来家に引き取られたとのこと。
成長するにつれ、道場で剣道の師範代を務めていた良吉にも心惹かれてゆく。
当初は戦争に肯定的で、戦争に行くことを躊躇う三平や公平を「弱虫」と突き放す。その後、「国のために働きたい」と根来家を離れ、横須賀の楠ヶ浦町にある海軍病院で働き始める。しかし、そこに運ばれて来る傷病兵の姿を目の当たりにし、次第に戦争への恐怖を感じるようになる。
公次と三平の死去後、海軍病院を辞め、再び根来家で暮らし始める。
根来家で再び暮らし始めてから三平の子どもを妊娠していることが発覚。当初は1人で育てるつもりだったが、公平と結婚する運びとなり、昭和18年10月に無事に剛を出産。
昭和23年、公平との間にできた竜を出産。
平成元年に竜に招待され、東京見物をするも馴染めずに早めに山梨へと戻る。このとき、孫の翔が気がかりとなり、公平のある作戦に加担し、連れ出すことに成功する。
山梨では四男家族と同居していたが、新居を建てるとのことで再び公平との2人暮らしに戻った。また、この頃から暇を見ては裂き織りを再開するようになる。
平成2年頃には縄を綯ったり桃の保護用袋がもったいないとの理由で新聞紙で大量に作る生活を送っている。なお、公平からは「「ほらほら」が増えた」「ホラホラばあさん」とツッコまれていた。
預かったしのぶのことは「自分に似ている」として気にかけている。なお、公平から「男が気になりだしたのはいつか」との問いには「14歳」とサラリと答え、動揺させる。
公平とみどりの関係には勘づいていたものの、翔に「妬かないのか」と問われると「久々に青春をしている」「熱が冷めれば治る」「春になれば治る」などと余裕を持って答える。
217話では翔の弟の昇になりすましたオレオレ詐欺に遭ってしまうが、詩子の機転によって未遂で終わる（この件に相当ショックを受けたよう）。
公平が剛に三平の子であると告げたとされる件については「言わなくていいことを言った」と立腹気味で「ボケかけている」「頭脳明晰だから自分で考えて」と厳しめなことを言う。
平成23年頃には87歳になっている。地震後、翔からしのぶらと連絡がつかないことを聞く。加え、公平が家を出て道に迷ってしまう事態にも遭う。地震後に会った竜の姿には「どうしてああなってしまったのか」と嘆く。しのぶらの無事を公平と祈り、239話にて里子とは再会する。
令和元年は96歳で健在である（裂き織りを続けている）。竜のことで警察が訪ねて来たときには動揺するも、公平には智恵を絞って「国勢調査」とごまかした。一方、「ときどき三平に会っている」と言い出したときには公平を呆れさせる。
245話時点で、圭夫婦によって勝手に自分らの土地が借金の返済に充てられていた事実を告げられ、その借金の額に愕然とする。
栄の当初の構想では、キャスティングは昭和編のしのを演じるのはアザミ、平成編のしのを演じるのは摂子であるが、のちに平成編のしのは律子が演じることになった。
栄一によると、天国では『道』が人気番組である一方でしのも人気があり、「しのちゃん会」なるファンクラブが結成されたという。
根来公平（ねごろ こうへい）
演 - 青年期（昭和編）：風間俊介→晩年（平成編）：橋爪功
山梨県西部の山間の集落「小野ケ沢」に暮らす、養蚕農家・根来家の四男。大正13年1月1日生まれ。家族が共に暮らす住所は「山梨県西巨摩郡山淵村字小野ケ沢一二六」。O型。小さい頃から“ついてない”ことばかり起きるため、13歳にして「うまくいかないのが人生」と達観し、夢や希望を持たずに生きていた。そんな折、同業者の娘・しのが根来家に引き取られて来て、家族に加わった彼女に一瞬で恋をしてしまう。口癖は「ついてない…」。気が弱く、口は軽いほうである（祖父譲りらしい）。しのからは「弱虫」と言われている。なお、老年期においても幽霊や怪談話は苦手なようであり、よくチョボクレを歌うようになっている（煙草を吸っており、酒も好きなようである）。
人生うまくいかないことばかりで同級生らからの、からかいの対象になっている。三平の死など紆余曲折を経て、1歳上の初恋の相手・しのと結ばれ、家族を築く。
平成編では竜に招待されて東京見物をするところから本編が始まる（ときどき本編のナレーションも担当）。竜の東京での生活に驚きつつ、引きこもりがちな翔に気が付く。そして「土に触れていないから」との独自の見解から、とある作戦を思いつき、翔を東京から連れ出すことに成功する。
当初は四男家族と同居していたが、四男家族は新居を建てるとのことで再びしのとの2人暮らしに戻った（このことについては肯定的に受け取っていた）。なお、農家の仕事を大きくしていくことには反対の立場である。
平成2年頃には翔に続き、里子の娘・しのぶのことも預かることとなり、ニキビに自慢する。
平成4年の年末には孫らの顔を見ることができ、久々に賑やか正月を過ごす。
平成10年の秋頃に、居酒屋のママのみどりと出会い、格好つけるために「女房はいない、死んだんだ」「子どもは1人いたが行方不明」などと嘘をつく（しのには申し訳なく思っていたが、欲望には勝てずに再び会いに行った）。みどりと良い仲になっていたところ、突然やって来たみどりの兄との間にひと騒動起きる（当初は本当に後悔していたが、翔から手助けされるうちに「若いうちには苦労したほうがいい」と心の声を漏らすようになっていた。この件を聞いた巌からは「どうにもならん」と言われていた）。また、測量のやり直しによって土地を失うという憂き目にも遭ってしまう。一方、翔と詩子の結婚が決まり、翔が新たにブドウ栽培を始めるという出来事には喜んでいた。
216話では長年の親友であったハゲを失う。
平成12年時点ではとうとうニキビが小野ヶ沢を去り、幼なじみが1人もいなくなってしまう。
剛に三平の子であると告げた件では、しのには「記憶にない」と発言する。が、自信がなく、みどりの居酒屋で剛に確認をする。
平成23年時点では86歳である。地震に巻き込まれ、翔がしのぶを案じる様子を見るにつけ、若い頃の空襲時にしのを探し回った自分を重ね合わせる。そして、なぜだか、気が付くと子どもの時分から歩き慣れたはずの道を歩いており、そのうちに帰り道も分からなくなって迷ってしまう。発見された直後に泣き出し、疲れ果てて眠るも１晩経つと平静を保っていた。地震後にやって来た竜の言動には立腹し、竜を殴りつけた剛には同調していた。
令和元年は95歳であり、足腰が弱り、独り言が増えているが健在である（チョボクレも健在）。240話では夢か現実か、過去の自分との対面を果たす。竜の逮捕は報道番組で知り、愕然とする。
245話時点では、とうとう先祖代々の土地を失う憂き目に遭い、剛に引き取られることとなる。
栄の構想では、平成編の公平を演じるのは六郎である。なお、栄が『道』を作るにあたって最初に思い浮かべた光景は、ロクにとっての原風景である昭和19年ころの写真と全く同じ道を、ロクと同じ顔をした大人の公平が歩いている様子であったが、直後に栄は物語の開始時点における公平について「彼はまだ大人ではない」と考えを改め、若々しい顔立ちの公平へと姿を変えた。
根来アヤ（ねごろ アヤ）
演 - 岸本加世子
公平の母。四男二女を育てる、大らかな人柄であり、行き場のなくなったしのを家族として温かく受け入れる。
46話にて、公次へ贈る裂き織りを作るための機織り中に倒れ、そのまま帰らぬ人となる（冴次の死から1年ほどしか経っていなかった）。なお、集落の人々は満蒙開拓団の準備のために忙がしく、葬儀は身内のみで行われた。
根来冴次（ねごろ さえじ）
演 - 佐戸井けん太
公平の父。声を荒げることは少なく、穏やかな物腰の優秀な養蚕農家である。不況によって生糸の値が下がり、元に戻る当てのない状況にはどうにもならず、苦悩していた。
21話にて、公平と三平、アヤやしのを連れて根来家の墓参りをした際、犬山の旦那から国策による食糧増産のために桑畑を潰してイモやカボチャを作らねばならなくなると言われたことを明かし、かつて自身の祖父としのの祖父が小野ケ沢に新種の桑である「一ノ瀬桑」を持ち込んで栽培を始め、小野ケ沢が「シルクの里」と持て囃される礎を作ったこと、公次が海軍航空隊に志願する気でいることも話した上で、三平が墓参りの最中でさえ絵に夢中になっているのを叱責した直後、突然心臓発作と思しき状態となり、しのと三平が懸命に心臓マッサージを行い、公平は助けを求めに走ったものの、それから10分もしない内に亡くなった。
アヤの葬儀に駆け付けた親戚の内、母方の伯母からの評判は良くなかった。
根来公一（ねごろ こういち）
演 - 佐藤祐基
根来家長男。A型。父亡き後は家長として、先祖代々の土地を守るべく、一家をまとめる。口数は少ないが、感情的になると一転して饒舌になる。
三平が戦争に行きたくないために鉄兵と同じように山へ逃げると言った際には「そんなことをすれば絶対に捕まって拷問を受けることになり、根来の家も非国民と見なされて、自分を含む全員も捕まって拷問を受ける」と怒鳴って反対した。しかし、その果てに三平が自殺を選んだのに対しては、真っ先に亡骸を抱きしめて涙を流し、その後は自分の言ったことが三平を追い詰めたのを後悔するかのように無口となった。それから程なくして、紀子が亡くなったとの知らせを聞いた際には公平と共に水沼村へと駆け付け、鮫島家の意向で小屋ごと彼女の遺体を焼こうとしていた村の住人達を制して彼女を弔おうと試み、その姿勢に感化された住人達の手助けもあって無事に人並に弔うことが出来た。農家の当主や長男は兵役免除と事実上なっていたが、45歳までの成人男子を対象とする「根こそぎ動員」が導入されて、昭和20年に赤紙が届き、家の後の事を公平に託して6月に出征する。
天津の近くで武装解除され、ナホトカのラーゲリでの強制労働から帰還。戦地で恐怖心から人を殺めたことを悔い続け、ほとんど家に帰らず鉄兵の窯で炭焼きに没頭するようになる。
平成編では既に亡くなっており、その詳細は作中では描かれていないが、仏壇に飾られている遺影を見る限り「中年のおじさん」と呼ばれるような歳になるまでは健在であった模様。
根来公次（ねごろ こうじ）
演 - 宮田俊哉
根来家次男。公平の兄（登場時は17歳）。生真面目な人柄で、口下手だが、働き者で家族思い。
生糸の値が下がったまま戻らず、加えて日本を取り巻く情勢が厳しくなるにつれ、海軍（航空隊）へ志願し、三平に家族を託す。公平に対し、自身が海軍を志すきっかけの一つが、在りし日の冴次から聞いた「日本では見ることの出来ない、南半球の星空に浮かぶ南十字星」をこの目で見ようとの思いであることを示唆する発言をしている。
公平がアヤの死後に発見した若き日の冴次がアヤ宛に送った手紙とは別にあった公次自らがアヤに送った手紙によると、しのが根来家に引き取られた際に「もしかしたら、将来、自分の妻にしようとアヤや冴次が考えていたのでは」と察しており、加えて両親の望みが自分たち兄弟皆がそろって桑畑を耕して穏やかに暮らすことであったのを分かってはいたが、先述の状況故に海軍を志し、加えてしのとの結婚も「軍人ならいつ死ぬのかわからないから、彼女を悲しませてはいけない」と断っていたことが明かされた。
アヤの葬儀には間に合わなかったが、配属先の霞ヶ浦から無事に（一時的ではあるが）小野ケ沢へ戻って来る。
第68話にて、再び小野ヶ沢へ戻って来る（その頃には気持ちを落ち着けるために煙草を吸うようになっていた）。
第69話で根来家の墓参りを済ませ、家族それぞれとも言葉を交わした。その様子から、皆、口には出さなかったものの、公次なりの根来家への別れの挨拶であったことに気付いていた。また、本人の言によると「訓練生に毛の生えた程度」ながらも零戦の操縦士として、外地のラバウルへの転属が決まった、とのこと。
ある夜、信子や幸子が飛行服姿の公次と思わしき人影を家の前で目撃し、2人に呼ばれた公平もこれを目の当たりにしたのに対して、敬礼してさらに顔に笑みを浮かべてから幽霊のごとく姿を消す。これに対して根来家では南方で戦死した公次が霊となって家に帰って来たのではとの憶測が生じるが、それから程なくして公次からの手紙が届いたことで一同は安堵したものの、それは例によって軍による検閲が入ったあちこち塗り潰されたものであった。しかし、その文面から一同はしのが公次に「お国のため働くにはどうすればいいのか？」という内容の手紙を送っていたことを察する。それから年が明けた昭和18年のある日、先年の8月7日にガダルカナル島で戦死したことが死亡通知によって根来家に伝えられた。奇しくも戦死した日付は人影を見た日と同じであった。また、戦死時の階級は飛行兵長であった。
根来三平（ねごろ さんぺい）
演 - 風間晋之介
根来家三男。大正11年4月6日生まれ。A型。口数は少ないが、成績は優秀で絵が得意。喧嘩には弱い。室井先生を慕っている。
室井先生が特高に連行された件では、彼と親交があることに目をつけられ、ガキ大将の犬山からいじめられる一幕もあった。
美大へ行く夢を持っていたが、家に進学するだけの経済的余裕が無かったことから諦め、農業に従事する。
年頃になると、しのと文通し合う仲になるが、次第に戦争に肯定的なしのとの間には摩擦が生まれ、文通は途絶え、会話も少なくなってしまう。
軍事教練を前にしての軍より同世代の男子一同が呼び出された場においては、お国のために命を捨てる覚悟の無い理由を「死ぬのが怖いから」と正直に言ったことがきっかけで、教官らから目を付けられて苛烈な扱いを受けるが、それでも戦争に反対の立場を変えず、本心を曲げなかった。「俺より年上なのに要領が悪いよ」と評した公平には「お前は賢いよ。でも、それは卑怯者だ」と言った。
第98話の昭和18年1月初旬の時点にて戦争が激化し、同月の10日に甲府第四十九連隊への入営が迫る中、家族の前で改めて戦争に行くことを拒否するも公一から猛反対される。そして、第99話の1月7日にて家の屋根の上で服毒自殺を遂げ、物言わぬ遺体となった姿を公平や公一が目の当たりにする。しかし、徴兵拒否が理由での自殺も戦時下においては大罪に当たる行為であるため、公一の提案により表向きは前々から手掛けていた雨漏りのする屋根の修理中に足を滑らせて転落死した「ただの事故死」であるかのように偽装された。偽装工作を成功はさせたものの、本心では誰もが「あの時山へ逃げるのを反対さえしなければ、三平は今も山の中のどこかを生きて自分の足で歩いているだろう」と罪悪感を抱くことになる。
平成編では、しのに姿を目撃されたり、公平の夢に登場する。
根来信子（ねごろ のぶこ）
演 - 幼少期：栗本有規→井上希美
根来家長女。しっかり者。
三平が家族の前で戦争に行くことを拒否する中、泣きながら「生きて帰って」と言った。
平成編では鉄兵がしのや公平と再会するより10年ほど前に亡くなっている。
根来幸子（ねごろ さちこ）
演 - 幼少期：遠藤璃菜→木下愛華
根来家次女。甘えん坊な面があり、公平曰く「変わったところがある」。
幼少から歌が得意だったが、成長するにつれ、1度聴いた曲を諳じられるようになる。
平成編では結婚しており、長崎県で暮らしている。
238話における公平の言によると、平成23年時点においても健在である。
根来剛（ねごろ たける）
演 - 原田野路→大熊大貴
公平・しのの長男（実際の父親は三平）。昭和18年10月生まれ。命名者はしの。通称は「ゴウ」。
根来竜（ねごろ りゅう）
演 - 長橋玄弥
公平・しのの次男。昭和23年生まれ。
根来鉄兵（ねごろ てっぺい）
演 - （昭和編）：平山浩行→（平成編）：藤竜也
公平たち根来家の本家の一人息子（本家と言っても現在は没落しており、彼自身は年老いた母との2人暮らし）。炭焼きと猟師を生業としている。硬派でケンカが強く、暴れん坊として界隈の町にもその名を轟かせている。このため、公平たちにとっては頼りになる兄貴分のような存在。なお、死別した父親の鉄郎と冴次が兄弟である関係で、公平ら6人兄弟姉妹にとっては父方の従兄弟同士でもある。
第18話にて母と死別。通夜の時も葬儀の時も一滴も涙を見せず、落ち着いて振舞っていた。しかし、アヤが亡くなった際には単に「アヤが倒れた」とだけ伝えられていたのか彼女に迫るや「死んだらいかん!」と叫びながら手を握るが、そこでようやく彼女が既に亡くなっているのに気付き、枕元で号泣していた。
戦況の激化に伴い、召集令状が届くが破り捨ててしまう。それを咎めにやって来た公平や公一に別れを告げ、1人で山に消えていった。なお、徴兵拒否は当時の時代背景からすれば重罪にあたるとされ、警察ばかりか町の青年団に加えて、軍による多くの兵員や軍用犬をも投入した大規模な山狩りが行われたものの、誰も彼を見つけることは出来なかった。
第98話の公一と三平に対する山おじの話によると、山中で三日三晩の説得を試みたが応じず、自ら果てたかのように偽装し、切り落とした自分の髪に狸の血をたっぷりとつけたものを山おじに手渡して「役所にこれを証として死んだと届けてくれ」と頼み、さらに山の奥の方に逃げて行ったとのこと。
平成編にて、約50年の時を経て、存命であることが分かる。根来家が物置として使っている廃屋に住み、再び炭焼きを始めるが、翔いわく「身体は弱っている」状態であった。翔からは「鉄じいちゃん」と呼ばれる。
翔のことを気に入ったらしく、冬には一緒に山に籠るが、その頃から体調が悪化していたようで、160話にて、翔に洞窟の中で亡くなっているところを発見される。医師の見立てによると、死後10日ほどが経過していた。
根来ギン（ねごろ ギン）
演 - 大澤洋子
鉄兵の母。長らく連れ添った夫の鉄郎を日清戦争で亡くしてからは腰が曲がり、老いが深くなっていた。が、それでも若い時分と同じように大酒飲みで、鉄兵と一緒に野良仕事に精を出したりしていた。
民謡がとても上手く、その歌声は「小野ケ沢の住人が恐れている牝熊のハナコでさえもじっと聞いていた」という逸話の持ち主だった。
しかし、昭和11年の時点では体調が悪化して寝たきりとなっており、18話にて亡くなった（なお、ギンの亡骸を目にした公平の心情を描写する際、栄は律子を亡くした際の自身の心情を重ねていた）。
ハゲ
演 - 青年期（昭和編）：両角周→晩年（平成編）：ミッキー・カーチス
小野ケ沢の住人。若松家の息子。公平の親友で、「結」で結ばれた関係性のため、一家同士は農作業を手伝い合う仲である。仲間内からは頭の一角に丸型のハゲがあることから「ハゲ」の愛称で呼ばれている。のちに家族共々満蒙開拓団に参加し、小野ケ沢を離れる。
ある秋の日、ラーゲリでの強制労働を経てニキビと一緒に帰還する。
昭和25年の正月、密かに惚れ続けていた幸子を嫁に欲しいと根来家を訪ねて来るが、幸子はジョーのことが好きだと知って諦めた。
平成編でも健在。公平・ニキビと集まっては日頃の不満を解消している。
215話では町の診療所が閉鎖されたことを嘆いていた（運転免許を所有していないことが分かる）。なお、この回で救急搬送されてしまう（ニキビの発言から、妻は認知症の傾向があり、寝たきりであることが判明する）。また、生存可能性は五分五分であるといわれていた。
216話にて搬送された病院で死去。
ニキビ / 甲田正之
演 - 青年期（昭和編）：関口アナム→晩年（平成編）：山本圭
小野ケ沢の住人。甲田家の息子。公平の親友で、家族同士も「結」で結ばれている。仲間内からはニキビ面であることから「ニキビ」の愛称で呼ばれている。のちに家族共々満蒙開拓団に参加し、小野ケ沢を離れる。その後、公平へ送った手紙で、戦局悪化による「根こそぎ徴兵」で赤紙が来たことを告げるが、その手紙は検閲によって満州での戦況についての部分が全て塗り潰されていた。
ラーゲリでの強制労働を経て帰還。
平成編でも健在。公平・ハゲと同じく近代化には反対の立場であり、集まっては世の中への不満を漏らしている。
翔に対するしのぶの想いには気が付いている節があった（翔・しのぶ・詩子が対面したところを目撃しており、「三角関係」と言っていた）。
公平を居酒屋「オモチャ」に誘い、それが間接的ながらも騒動の原因となってしまう。
平成12年時、公平に、娘に言われたために小野ヶ沢を離れて埼玉へ引っ込むことを告げる。公平によると別れるときには大泣きした、とのこと。
青っ洟（あおっぱな） / 村山大助
演 - 若林元太
小野ケ沢の住人。村山家の息子。公平の親友で、仲間内からはいつも鼻から青っぽい汁を垂らしていることから「青っ洟」の愛称で呼ばれている。のちに家族共々満蒙開拓団に参加し、小野ケ沢を離れる。
ラーゲリでの強制労働で倒れてしまい、現地で凍死した。

### 昭和編の主なキャスト
荒木勇（あらき いさお）
演 - 須森隆文→晩年（平成編）：柳生博
小野ケ沢の住人で、大まかな住所は「山淵村字鰍沢」である。AB型。集落の世話係で、口髭・顎髭・もみあげと繋がった頬髭の3拍子揃った髭面が特徴。子沢山で貧しい。
最終的には貧しさに負けてしまい、実の娘のりんを身売りした（このことは老年期になっても心の傷となっている）。
それから5年後の昭和16年時点でも世話係を務めており、満蒙開拓団の説明会では説明役を務めたりしている。が、りんの一件と合わせて戦中には日本軍に取り入っているとされ、加えて偉そうな態度から評判は良くない。
終戦後は一時、関東から運ばれたがれき整理の元締めをして、公平たちを雇った。
平成編でも存命であり、鉄兵が生きていたことを聞きつけて公平のもとへとやって来る。
平成10年時点では当初は心身ともに健在であり、根来家の土地の一部が戦後の農地改革の関係で大急ぎで行った土地の測量が杜撰な物であり、結果として根来家の土地の一部が失われたことを「よくある話」と語っていたが、215話での公平と荒木の息子のイチとの会話によると、徘徊するようになっているらしい。
平成12年時も存命ではあるが、毎日のように徘徊するようになっており、家族からも困惑されている。221話にて、突然公平らを訪ねて来る。この際、息子が止めるのも聞けない状態であり、かなり暴力的になっていた（この様子を見ていた公平が「壊れていた」と述べるほどの状態であった）。近所から良く思われていない自覚はあったのか「嫌われ者の荒木」と大声で自称する。娘のりんへの想いも大声で何度も叫び、そのまま精神病棟へと入院する。
荒木りん（あらき りん）
演 - 豊嶋花
荒木家の長女。兄弟たちの世話と農作業に追われて学校に通えていない。口数は少ない。公平に恋心を抱いているらしく、しのが来るまでは公平もまんざらではなかった。
昭和11年のある日、「満州鉄道の重役の家で働く」とのことで村を出ていくことになるが、それは表向きで実際は公次曰く「女郎屋に身売りされたため」とのことだった。なお、公平が川に仲間らといたところにやって来て花を1輪手渡したのが最後の別れとなったが、公平が花を手渡された本当の意味を知ったのは、りんが旅立ったあとだった。
5年後の昭和16年時点の公平は通い慣れた道を歩くたびに、同じ道を通って小野ケ沢を離れてゆく彼女の姿を思い浮かべては「周りの大人たちに騙されて、満州の女郎屋へ売られていった」と感傷的になっていた。
後に海軍に志願した公次の壮行会の夜に、しのの口から「満州へ行った人から聞いた話」として、本当に満州の女郎屋へ売り渡され、かつその話によると「格子の向こうで俯いていた」と聞き、当初想像した以上の苦しい境遇にあることが語られた。この話は小野ケ沢の住民の間ではそれなりに知られてはいるが、父親の荒木本人には先述の通り、満州でお偉いさんの家で働くとしか説明されておらず、真実については「誰も本当の事を言えない」とのこと。
劇中では帰郷も家族との再会もないまま、満州の女郎屋で「カラスの歌」を口ずさむ様子が描かれたのを最後に本編から姿を消した。
吉村（よしむら）
演 - 千原せいじ
昭和11年のある日、小野ケ沢にぶらりとやって来た男。
公平らと顔を合わせるや養蚕業の衰退や、好景気の甲府で工場労働者になったり、満州で一花咲かせるのもありなどと小野ケ沢の住人をバカにしているかのような物言いをしてから去って行った。その本業は人買いで、貧しいと目を付けた家に取り入って主にその家の娘を買い取っては、女郎屋といったしかるべきところに売って儲けようとする狡猾で強欲な人物。
彼が小野ケ沢に姿を現してから程なくしてりんは彼に売られ、そのやりとりの様子は直接には描かれないものの、りんが彼の手で村から連れて行かれたことが公平に兄たちの口から語られている。それから5年後の時点で公平は身売りされたりんが村を離れる様子を思い浮かべる際に、りんを連れて行く彼の姿も思い浮かべていた。
武田の大旦那（たけだ）
演 - 篠塚勝
犬山の旦那を上回る規模の土地を有する大地主。国策である満蒙開拓団には乗り気であり、その縁もあってニキビたちが加わった開拓団は「武田開拓団」と名付けられた。
犬山の旦那（いぬやま）
演 - デビット伊東
ヒョウロクの父。小野ケ沢から下った所に位置する山淵村に家を構える、小野ケ沢一帯の大地主。住人達からは「犬山の旦那」の敬称で呼ばれている。
犬山ヒョウロク
演 - 澄人
公平の上級生。ガキ大将的存在。あと2日で特攻行きという状況下で終戦を迎え、予科練から帰還。階級は軍曹だった。
花田
演 - ワタナベケイスケ
ヒョウロクの仲間。共に予科練から帰還。
望月
演 - 羽吹諒
ヒョウロクの仲間。共に予科練から帰還。
浅井常吉（あさい つねきち）
演 - 水野智則
しのの父。しのは彼と先妻のツヤ子 との間に生まれたが、両親の離婚に際して母方に引き取られ、その後、しのの母が亡くなり、母の血縁者がいなかったことから父を頼るものの、既に再婚しており、後妻がしのを引き取るのを反対した結果、根来家に引き取られることとなった。
後にしのを残し、他の家族と一緒に家と土地を手放して蒸発した。しのによると、甲府空襲で一家全員落命したという。
甲田友介
演 - 伊藤正之
ニキビの父。
甲田茂
演 - 古川がん
ニキビの祖父。通称は「甲田のじっちゃん」。
ゆき
演 - 冨士眞奈美
村の老女。
米倉トメ
演 - 東山明美
室井淑郎（むろい よしろう）
演 - 真山勇樹
山淵村にある、公平たちが通う分校（後に法的な位置付けでは昭和16年に国民学校へと改められる）の教師。通称「室井先生」。小夜子先生と結婚しており、鉄兵とは同級で三平と親交がある。
日本が中国大陸にて勢力を伸ばしている関係で、中国と事実上の戦争状態であるにもかかわらず「戦争は良くない」などといった言動から特高から目を付けられた末、遂には分校に乗り込んできた彼らにより連行される。厳しい取り調べの末に釈放されたが、監視され続け、さらにはより山奥にある分校への突然の異動を命じられ、根来家以外の見送りがない中、小野ケ沢を去っていく。
昭和16年に公次が海軍に志願したのと同時期に召集令状が届き、家や職場を離れる羽目になり、その事を鉄兵に伝えていた。それを三平に伝えた鉄兵によると「三平を案じていた」とのこと。
その後、小沼の口からしのに、戦地へ送られたことが語られ、小夜子が三平と再会した際に「戦地から郵便が届いてくるが、文面はそんなに長くないのに、検閲が入ってあちこち塗り潰されている」と語っていた。
第66話にて、鉄兵の口から戦死したことが語られ、第67話では小夜子の口から三平に「軍から伝えられたのは、中支戦線で戦死しただけ」と、詳細については教えてもらえなかったこと、小夜子へと引き渡された遺体の内情がわずかばかりの遺髪と爪だけであったことが語られる。
室井小夜子（むろい さよこ）
演 - 小林涼子
分校の音楽教師。通称「小夜子先生」。三平たちから慕われている。夫が特高から目を付けられた関係で彼女も目を付けられ、片山教頭からも叱責される。
最終的には夫共々、小野ケ沢を去ることとなってしまう。
かつて、鉄兵が想いを寄せていたらしい。
のちに昭和16年時点では甲府で暮らしており、住所は「山梨県甲府市城西町二丁目三九ノ十」。三平とは甲府の美術展で会いたいと手紙を送り、再会を果たす。
第67話にて、夫の戦死を知った三平と甲府にて再会する。
郡司（ぐんじ）
演 - 吉本菜穂子
分校の教師。小夜子先生の後任。アコーディオンができるらしいが、腕はイマイチ。
片山（かたやま）
演 - 青山勝
分校の教頭。室井先生を快く思っていない。
小沼良吉（おぬま りょうきち）
演 - 大貫勇輔
小沼道場の道場主。しのの初恋の相手。先代の道場主である父の跡取り（父親はかつて分校で剣道を教えていたらしく、自身も剣道5段の実力者）。素手での喧嘩も強い様子。鉄兵とは顔馴染みらしく、「昔一度殴り合ったが、決着はつかなかった」と語られる。
道場主として近所の少年たちに剣道を教える一方で警察に勤めており、登場時の昭和16年時点では甲府署の特高課に属する刑事である。その関係から室井先生のことを知っており「とても真面目でいい人間」「反国家的な考えを持っていなかったら、友人になっていただろう」と評す。
しのには「もっとしとやかに優しい女におなりなさい」と助言した。
ヨシコ
演 - 真凛
青っ洟の嫁。かつてはヒョウロクと交際していた。
佐野ゆず
演 - 児島美ゆき
O型。青っ洟の筆下ろし相手である後家。山淵村川上の自宅で産婆をしている。昭和18年の剛誕生の際に携わった。
名倉誠（なくら まこと）
演 - 芳野正朝→晩年（平成編）：平泉成
山淵村の製糸会社「望月製糸」の手代。小野ケ沢で養蚕が盛んだった頃は、リアカーを引っ張って各家の庭先で生糸に加工される前の材料である繭を買い付けに来る「庭先取引」がいつもの光景であった。
平成編でも存命。翔に過去の養蚕や、当時の根来家について語り、ついには蚕の卵を提供する。
磯崎（いそざき）
自転車で小野ケ沢へ郵便物を届けに来る郵便配達人。昭和16年のある日に小夜子先生が三平宛に出した手紙を届けに来るが、この時応対したしのに「娘がお世話になっています」と、自身の娘がしのから薙刀の指導を受けている教え子であると説明した。その後、大東亜戦争が開戦した時点では徴兵されており、郵便配達人の役目も荒木が務めることとなった。
石松（いしまつ）
演 - 浜田学
小野ケ沢の近隣の飯場のタコ部屋から逃げ出した、陸軍に駆り出された朝鮮人労働者3人を捜索する役目を命じられた陸軍士官。同じく捜索に当たっていた飯場を仕切るやくざ者達と諍いの末、彼らを鉄兵らが叩きのめしたその場に現れるが、実は鉄兵の古馴染みである上に、元々やくざ者達の横暴ぶりを快く思っていなかったことから根来家の面々に対しては特に処罰はせずに大目に見た。また、鉄兵の母のギンとも親しくしていたようで、「おばさんは元気か？」と鉄兵に尋ねるが、そこで彼女が5年前に亡くなっていたことを初めて知り、「葬式にも出られず、すまなかった」と謝った。
リ・キマチ（イ･ジョンホ / 李？浩） / 生松和平（いくまつ わへい）
演 - 久保隆徳
昭和16年、タコ部屋から逃げ出した、陸軍に駆り出された朝鮮人労働者3人の中の1人。先に追っ手の警官隊に見つかって袋叩きにされた2人（1人は自力で動けないほど叩きのめされ、板の上に乗せて運ばれ、もう1人はかろうじて自力で歩ける程度に痛めつけられていた）の件によって同情したしのによって匿われ、事情を聞いた根来家の面々によって食事を与えられ、さらには鉄兵から「もし捕まっても、この家の人々の事は決して喋らない」という条件で山奥へと逃がされた。その後、1週間ほど山中で潜伏していたが、鉄兵によって山奥で暮らす人々(サンカ)の元に引き渡された。またこの際、鉄兵に対して彼から手渡された山刀一本で木を彫って作った根来家の面々の彫像を渡し、それは鉄兵の手で根来家へ届けられるが、それは鉄兵をして「まだ戦争が始まる前の、この村の結があった頃の皆（直接顔を合わせていない、公次の彫像まで作っていた）の姿」と評されるほどの見事な出来栄えであった。
朝鮮人としての本名は「リ・キマチ」で、それを聞いた公一からは「イキマツさん」と呼ばれた。また、朝鮮総督府の意向によって日本人としての名も有しており、そちらは「生松和平」。出身地は本人いわくチョルラナムド南部のチャンプン（ポソン近く）とのこと。
彼の手によって彫られた彫像は、平成編においてもしのと公平の自宅に飾られている。
山奥へ逃がされてからの経緯をしのと公平は長らく知らないままであったが、当人は終戦まで山奥で暮らす人々(サンカ)と共に隠れ住んでおり、終戦後は日本の支配下から独立した韓国へと渡る。それからは彫刻の才能を伸ばして21世紀においては国際的に有名な彫刻家へと大成しており、2011年3月に日本でのとある芸術賞の授賞式のために来日した際に根来家を訪れる。しのと公平に自分があの後どの様な状況であったのかを語ったり、三平や鉄兵のことを尋ねたりし、最終的には鉄兵をモデルとした「山梨の男」と題した木彫を、公平としのに渡して去っていった。
大本営発表の声
演 - 岐部公好
アナウンサー
演 - 小高三良
ラジオで戦局を伝えるアナウンサー（の声）。
荒垣（あらがき）
甲府第四十九連隊の士官で階級は中尉。自らの名で小野ケ沢を含む一帯の住人の内16歳から19歳までの男子全員に高山神社へ集結するよう、書面を介して通達し、当日に集った公平や三平を含む男子たちに帝国陸海軍の戦況について伝え、さらに「お国のために命を差し出す心根がある者、一歩前へ！」と命ずる。これに対し、男子たちの多くが前に足を踏み出すも、三平を含む数名がその場から動かず、とっさに前に出るも三平が動かなかったのに気付いてとっさに足を戻した公平を含む面々がその場に居合わせた憲兵から名前と住所と前に出なかった理由を口々に尋ねられる。だが、公平を含む多くの者達が「国策による食糧生産の最中なのに、自分がいなくなってはその務めを果たせなくなる」という一応理に沿った回答をしたのに対し、三平だけが「死ぬのが怖いからであります!」と正直に答えた結果、三平だけが憲兵から殴られ、以降の軍事教練でも教官たちから目を付けられることとなった。
下士官・士官
演 - 石田尚巳
西条五介（さいじょう ごすけ）
演 - 小久保寿人
小滝村の農家の出身。公平らとともに軍事教練に参加し、三平の友人になる。
その後、出征。貫井によると、生きているらしい、とのこと。
中村修（なかむら おさむ）
演 - 塩見大貴
大滝村の元養蚕農家の出身。公平らとともに軍事教練に参加し、三平の友人になる。
その後、出征。貫井によると、沖縄へ向かう途中で輸送船が爆撃されて戦死した、という｡
貫井司郎（ぬくい しろう）
演 - 谷遼
大学生（音楽学校の声楽科の生徒）。実家は大滝村。公平らとともに軍事教練に参加し、三平の友人になる。
昭和18年秋、学徒出陣で出征。南洋へ送られる予定だった輸送船が爆撃されたため、出発準備のまま終戦を迎えて帰還した。
肥田（ひだ）
演 - 春海四方
軍上層部に繋がりのある大物。
有馬（ありま）
演 - 坂本真
帝国海軍の研究所の研究員。
鮫島紀子（さめじま のりこ）
演 - 佐久間麻由
ニキビの実姉。かつては公一と恋仲であり、互いに「公（こう）ちゃん」「紀（のり）ちゃん」と呼び合う仲であった。公平も幼い頃に顔を見ていた。甲田家の財政事情により無理やり別れさせられ、甲田家の本家である水沼村の質屋・鮫島家に嫁いでいた（この件で公一は無口になってしまったらしい）。
のちに満蒙開拓団に参加したが、肺病を患ったために帰郷。世間体を気にした鮫島家の意向で村外れの粗末な小屋に一人で隔離され、訪ねて来る者もおらず、治療も施されずに、ただ寝かされている状態だった。
公一からの小野ヶ沢に帰る勧めは笑いながら断った。
後に亡くなり、鮫島家の意向によって小屋ごと焼かれそうになるが、知らせを聞いて駆け付けた公平と公一によって荼毘に付され、普通の人と同じ様に丁重に弔われる。
鮫島家の老女
演 - 仲野元子
紀子の件で公平が訪れた、鮫島家の営む質屋にして自宅にて公平と対面した老女。紀子に会いたいと訴える公平に「病気がうつる」と難色を示すも、最終的には公平の懇願に折れて、紀子を隔離していた村はずれの小屋の地図を作って渡した。
愛煙家のようで、公平との会話の最中には煙管を手に喫煙していた。
老人
演 - 花王おさむ
鮫島の大旦那に頼まれて、紀子に一日二回食糧を届けている近所の農家の人物｡かなりの高齢らしく、頭頂部が禿げ上がった白髪頭で、体の動きが覚束ない様でなおかつ言葉を発するのもままならないのが見て取れるが、紀子のことを「若奥さん」の敬称で呼び、かつ彼女を「顔も心もきれいな人」と評している。紀子が亡くなった際は公一の元へ報せに来た。
特高の刑事
演 - 加山徹
特高の刑事
演 - 小手山雅
山おじ
演 - 麿赤兒
鉄兵の狩りの師匠。小野ヶ沢近辺の山について詳しい古老。
役所の女性
演 - 有馬稲子
山淵村の役場である「西巨摩郡山淵村役場」にて働いている女性で、大日本婦人会の一員でもある。しのと公平が婚姻届を提出した際、しのの大きく膨らんだお腹を見て「その子は将来何かの機会で戸籍を見た際、自分は親が結婚するよりも先に出来た子供なのかと困惑する」と懸念し、気を利かせてしのが結婚後すぐに身ごもったかのように婚姻の日付を実際よりもずっと前にずらしてくれた。
松岡千代（まつおか ちよ）
演 - 横山めぐみ
通称は「松岡夫人」。公平曰く「いい匂いがした」。夫は南洋で戦死した。A型。
昭和18年の終わりに東京から子供2人を連れて疎開して来て、かつてハゲが住んでいた若松家の空き家に住む。亡き夫共々クリスチャンで、それは子ども2人も同じである。
昭和23年、親戚に引き取られて一家3人で東京に帰って行く。
松岡百合子（まつおか ゆりこ）
演 - 小川未祐
千代の娘。昭和18年時点で16歳。A型。取り調べを受けた松岡夫人の言によると、既に洗礼は済ませている、とのこと。
松岡清（まつおか きよし）
演 - 原田敬太
千代の息子。昭和18年時点で7歳。ある日、同じく疎開してきた子供2人と共に出かけた先で道に迷い、立ち入り禁止の軍の施設に入り込んだことから3人全員それぞれの家にて軍により家族からも事情を聞かれることとなるが、家に入れたところでクリスチャンの証である十字架を見られたことで母が甲府にて取り調べを受けることとなった。
才賀（さいが）
演 - 木村龍
マーシャル諸島で負傷し両足切断に至った傷病兵（陸軍兵長）。南巨摩にある陸軍病院の分院にて、足を骨折して入院する公平と同室になる。戦地での過酷な経験や、どこからか仕入れてくる大本営発表とは異なる実際の戦況の情報から、日本の敗戦はそう遠くないと考えている。
士官
演 - 古舘寛治
甲府憲兵分隊の士官。松岡夫人への取調べの最後に、自身も元々クリスチャンであることを語った。
立田秋夫
演 - 狩野見恭兵
「立田三兄弟」の長男。四番沢の酒井のおばあさんの家へ三兄弟のみで疎開してきた。当初はクリスチャンである松岡一家を軽蔑し、清をイジメていたが、公一に一喝されて止めた。
昭和20年3月10日の東京大空襲により、浅草で鉄工所を営む両親を失ってしまう。
終戦後、程なくして三兄弟で東京へと帰って行く。なお、このときの旅費は公平が渡したものである。
立田春彦
演 - 三谷麟太郎
同、次男。終戦直後の年齢は14歳。
立田夏夫
演 - 山田刃
同、三男。終戦直後の年齢は12歳。
後妻
演 - 蒻崎今日子
常吉の後妻で、しのの継母。しのをいじめて実家から追い出した過去を持つ。昭和20年6月、根来家にしのを訪ねて食糧を求めに来る。横浜の家を焼け出されて、甲府の湯田にある友人宅に夫婦で身を寄せていること、常吉が会いたがってることも伝える。しのによると、甲府空襲で常吉と共に落命したという。
ジョー・ナカジマ
演 - 夕輝壽太
日系3世。祖父は熊本出身でサトウキビ畑労働の移民、祖母は長崎出身。マウイ出身のためアメリカ国籍で、日米開戦による日系移民に向けられる差別をどうにかしようと志願して米軍に入った。兄は第442連隊戦闘団で戦死した。ハワイには妹・エミリーが住んでいるらしい。
進駐軍の通訳として派遣されて、昭和20年の秋に小野ヶ沢を訪れ、幸子と親交を深める。また、公平らに対しては自分や兄、そして多くの日系移民が軍に志願入隊して戦地で戦ったことから日系移民に対する差別的な扱いは減っていったが、日本で生まれ育った祖父母からは入隊を反対され、祖母の故郷の長崎に原爆が投下されたことでとうとう祖父母から絶縁されてしまい（兄が名誉の戦死を遂げた英雄として、故郷の人々が多く参列した葬儀に際しても、家中の扉や窓を閉め切って参列すらしなかった）、「戦争が家族の仲を壊した」と心中を語った。
新田のじいさん
演 - 竹本純平
左官職人。かつては神崎の製糸場にいた。引き揚げ船で一緒になった三木姉妹から住む場所を相談され、名倉に依頼する。
赤線の娼婦
演 - 安藤聖
赤線の客
演 - 松澤仁晶

### 平成編の主なキャスト
根来剛（ねごろ たける）
演 - 田中哲司
公平・しのの第一子で長男だが、実父は三平。通称「ゴウ」。喫煙者。農業で生計を立てており（桃の生産が当たっている、とのこと）、翔がやって来てからはときどき面倒を見ている。
竜の借金を断るが、その理由を「作物は天気次第」「リスクに備えるため」と述べる一方、「（竜は）世の中を甘く見ている」とも述べ、見栄を張るところを良しとしていない。
以前、酔った勢いで公平から「三平の子ども」だと告げられたとしのに言い出すも、居酒屋で公平と話した結果「親父は親父」と納得した様子だった。
平成23年頃も公平との親子関係は変わっていない。地震時は無事だったようで、公平宅に電話をかけてくる。地震後に訪ねて来た竜の態度にはイラつき、殴りつけた。
令和元年には竜の件でしのを訪ね、しのに「一緒に暮らさないか」と提案する。
245話では圭夫婦に付き添ってやって来る。
根来朋子（ねごろ ともこ）
演 - ホーチャンミ
剛の妻。
根来竜（ねごろ りゅう）
演 - 駿河太郎
公平・しのの第二子で次男。東京の豪奢なマンションで暮らしている。悩みのタネは前妻との息子で引きこもりがちな翔のことである。
のちに「翔の様子を見に来た」と称して根来家を訪ねたが、それは剛のもとへ金を借りに来たためである（仕事で大損を出し、自宅も抵当に入った）。
再度訪ねて来た際にはマンションを手放し、会社も解雇されていたことが語られ、「居酒屋をやる」と称して剛や圭へも金を借りるつもりだったが断られた（公平らにも借金を申し込んだが断られる）。
219話で剛のもとを訪ねて来るが、ユカ共々、知人宅を転々とする近況が語られる（この際、剛からは「考え方を変える必要がある」と説教されている）。
平成12年には翔に孫が誕生したために祖父となるが、相変わらず事業には失敗した旨が剛から語られる。
平成23年の地震後に公平らを訪問。目的は剛に金の無心をしに来たためで、しのぶらの心配をするどころか仕事の話ばかりをし、公平からは「別の生き物」と例えられる。実の息子である翔の心配すらしない態度を据えかねた剛からは殴られ、公平宅をあとにする。
令和元年時点の剛の話から、警察から詐欺師（地面師）としてマークされていることが分かる。242話にて、しのに会いにやって来たところを逮捕される。
根来ユカ（ねごろ ゆか）
演 - 桜乃彩音
竜の妻。
根来健（ねごろ けん）
演 - 青柳信孝
公平・しのの第三子で三男。東京で生活している。職業は板前。
218話にてマリとともに公平らを訪ねて来る。
243話では竜の逮捕を受けて公平宅に電話をかけ、訪ねて来る。そして、公平らを引き取ることを提案する。
根来マリ（ねごろ まり）
演 - 澤真希
健の妻。
根来圭（ねごろ けい）
演 - 山村憲之介
公平・しのの第五子で四男。農業で生計を立てている。
公平・しのとは異なり、商売を広げていきたいと考えている。
かつてはブドウ栽培もしていたらしく、ブドウ栽培を始めることになった翔にアドバイスをした。
平成23年時の地震を受け、慌てた様子で公平らを訪ねて来る。
令和元年には事業を広げすぎたことと天候不順のために経営が危うくなっていることが剛の口から語られ、農協からも呼び出される。
根来文子（ねごろ ふみこ）
演 - 秋元才加
圭の妻。性格は明るく豪快。ややデリカシーに欠ける面がある。公平からは「熊のフミコの生まれ変わり」と思われている。
農協に借金をし、すぐに新しいトラクターや電化製品を購入する節があり、その点がしのとは気が合わず、公平からも少し前に購入したテレビを買い替えると聞いた際に「テレビが変わっても水戸黄門は変わらんぞ」と呆れられている。一方、しのからは「圭はあの嫁（＝文子）でもっている」とも思われている。
令和元年時点では経営が立ち行かなくなっているらしく、公平らが立松から受け取った木彫りを黙って持ち出してしまう。しのは「邪推してしまった」と言うも、公平からは「売るつもりだったのではないか」と言われる。
245話にて剛に付き添われて圭とともに公平を訪問。公平らの土地の名義を書き換えていたばかりか、自分らの借金の返済に充てていたこと、それでもしのげなくなって破産したことを謝罪する。
根来翔（ねごろ しょう）
演 - 菅谷哲也
竜の息子（前妻・早苗との子ども）。両親が別れた理由は、竜の浮気から始まり、早苗も浮気をしたため。口数が少なく、学校にも行かずにゲームばかりして引きこもっている。根暗で人付き合いが苦手。東京では10万円の小遣いを与えられていたが、それらは同級生からのカツアゲに消えていっていた模様。
公平のとある作戦によって「土と向き合いたい」と、突然、小野ケ沢へとやってくる。当初は4日で逃げ出していたが、しのからの「悔しいなあ…」の一言に涙を流し、心を入れ替える（初めて稼いだ月給は8万円であった）。
鉄兵に出会ったことにより、農家の仕事がないときには鉄兵の炭焼きを手伝うようになっており、その冬、鉄兵と山に籠る。鉄平の死後、剛一家の作業に従事していたところ、木宮詩子と知り合う。
平成2年頃には鉄兵の言葉に従い、山へドングリの種を植えている。また、公平の昔話に興味を持ったようで、かつて桑畑だった場所を耕し始める。
平成5年頃には1人で炭焼きをこなせるまでになっており、桑畑の復活にも成功する。
平成10年でも、炭焼きや桑畑を続けている。また、公平からみどりの一件を聞き、1人で三次のもとへと乗り込んでいき、三次から出された条件を投げ出さずに果たした。なお、日当を受け取ったが、そのほとんどは食事代としてしのに渡した。そして三次からの勧めでブドウの栽培も始めることになり、詩子との新居は鉄兵が住んでいた物置を改装することを決める。
平成12年に一児の父親となる。
平成23年頃には二児の父親となり、ブドウ栽培に挑戦し続けている。大震災を受けて公平らのもとへやって来るが、しのぶらと連絡がつかずに落胆。そのまましのぶらの様子を見に行き、238話で戻って来るも、しのぶらとは会えなかった。
令和元年時も生活に大きな変化はないが、243話にて父の逮捕を警察から聞かされ、そのまま連行される。連行後はめっきり口数が減ってしまう。
堺しのぶ （さかい しのぶ）
演 - 清野菜名
里子の娘（5歳の時分から里子と2人暮らしであり、俊一とは義父の関係）。公平・しのの元に預けられる。すぐに翔を「お兄ちゃん」と呼んで懐き、炭焼きをしたり桑畑の世話をしたりする。
預けられている間、翔とは一緒の部屋で寝起きをしている点について、公平からは「子どもなのか大人なのか、よく分からない」「（一緒に寝て）変な気にならないのか」と心配される。
しのからは翔へ想いを寄せていると見られ、「けなげだ」と思われている。
翔に「詩子とはお似合い」だと告げ、最初は2人の関係に嫉妬していたことを明かし、翌朝に両親に付いて福島へと旅立って行く。それは平成5年のことであった。
のちに翔に送ってきた手紙によると、富岡町の中華屋「趙陽」で働きながらいわき市にピアノを習いに行っていることが分かる。
218話で再び公平らのもとを訪ね、219話では翔や詩子とも再会する。
平成23年の大震災に巻き込まれ、里子の話によると「翌日のピアノの発表会の楽譜を取りに戻った」ために行方不明となる。
根来晴子（ねごろ はるこ）
演 - 手塚真生
しのと公平の第四子で長女。職業は看護婦。普段は甲府の病院に勤めているが、剛の農場の繁忙期には手伝いに足を運んでいる。
238話では地震後に公平宅に電話をかけてきた。
242話では竜のことを心配し、しのを訪ねて来る。
243話でも公平宅におり、竜の逮捕を受けた家族会議に参加する。
根来（堺）里子（ねごろ さとこ）
演 - 菅野恵
しのと公平の第六子。次女。バツ1で出戻りのためか、特に公平は気にかけている（元夫の浮気が原因で、自らしのぶを連れて家を飛び出し、最終的には離婚した）。
俊一と再婚したのち、北海道の悲別へと移り住む。
平成5年の正月明けに公平らのもとを訪れ、福島へ移り住む予定であることを伝える。
平成23年の大震災に巻き込まれ、239話にて公平らのもとへやって来る。
令和元年時は公平らと一緒に暮らしている。
245話時点では公平らのもとを離れている。
堺俊一（さかい しゅんいち）
演 - 聡太郎
里子の夫。北海道の悲別炭鉱の組合に勤務。
悲別を去ることが決まり、東亜電力の福島原子力発電所に就職が決まる。
令和元年時には、毎月、翔としのぶの捜索を手伝っている。
244話で公平らを訪ね、一緒に暮らすように提案する。
根来克夫（ねごろ かつお）
演 - 戸塚祥太
圭の長男。
根来文彦（ねごろ ふみひこ）
演 - 吉田翔
圭の次男。
根来圭司（ねごろ けいじ）
演 - 渡邉甚平
圭の三男。
根来結（ねごろ ゆい）
演 - 小川紗良
圭の長女。
根来剛太（ねごろ ごうた）
演 - 岡本智礼
剛の長男。
根来湧郎（ねごろ わくろう）
演 - 斎藤嘉樹
剛の次男。
根来みどり（ねごろ みどり）
演 - 四ツ倉フミカ
剛の長女。
根来あい（ねごろ あい）
演 - 酒井波湖
剛の次女。木宮詩子とは同級生。
早苗（さなえ）
演 - 中島ひろ子
竜の元妻（翔の実母）。翔からの手紙を見て小野ヶ沢を訪れる。
実はアメリカ人との再婚を考えており、ボストンへの移住を決めている。翔に一目逢いたいとやって来た。
野中平吉（のなか へいきち）
演 - 関貴昭
悲別炭鉱の組合長（俊一の上司）。閉山に責任を感じて自殺する。なお、その出来事は新聞の一面に載っていたほどであった。
木宮詩子（きのみや うたこ）
演 - 渡辺早織
あいの同級生。翔が剛一家の作業に従事していた頃に出会った（あいは「翔と付き合っている」と認識していたこと）。公平は「素直で可愛らしい」と感じている。詩子も翔のことはまんざらではない様子である。
ある日、父に反発し、家出をして公平らを頼ってくる。
平成10年頃でも翔とは会っている（翔から三次には「言い交わした人」と断言されていた）。そして公平とみどりの一件を収めるために働いた翔の活躍を聞いた父からは許しが出て、式の日取りも決まる。
217話では様子のおかしいしのを偶然見かけ、機転を利かしてオレオレ詐欺を未然に防ぐ。
219話にて、しのぶと再会を果たす。
平成12年には一児の母となる。
平成23年頃には二児の母である。福島の原子力発電所が爆発したことは公平らに1番に知らせに来た。この震災に気が動転していたようで、蚕の世話もできずにいたことを翔らに打ち明ける。
木宮巌（きのみや いわお）
演 - 梨本謙次郎
詩子の父。家出をした詩子を連れ戻しに来る。本来の一人称は「わし」。あだ名は「瞬間湯沸かし器」（のちにナレーション時の公平からも呼ばれる）。地元の高校でも有名らしく、野球部の顧問も務めるが、体罰も辞さないようで、2回ほど教育委員会に呼ばれて厳重注意された。
礼儀のみならず言葉遣いにも厳しい。初対面の翔には「君は日本語を間違っている。お父さんと言われる筋合いはない」などと言う（が、公平からは「日本語を間違えている。おじいさんと言われる筋合いはない」と返された）。
みどりの一件を詩子から聞き、「じいさんが許せん!」と息巻いていたが、同時に翔のことも見直し、結婚式の日取りを決めると言い出し、突然、公平らのもとを訪れる（一方的な物言いが公平の勘に触ったらしいが、みどりとの一件を持ち出し、事を先に進める）。この時に翔の仕事ぶりも自分の目で確認しており、詩子を託すことを決める。
218話では翔に（半ば強引であったが）車をプレゼントした。
翔の子どもの名前に関しては竜と少しモメた。
公平の夢には軍服姿で登場した。
令和元年時点では定年退職している。公平と釣りに出る仲になっており、影響されてか、チョボクレにも興味を示す。竜の件に謝罪を述べるしのには気遣いを見せる。
木宮逸子（きのみや いつこ）
演 - 赤間麻里子
詩子の母。
詩子の結婚の件で訪ねて来た際には、しのの裂き織りに対して素晴らしいと言っており、馬が合った様子である。
荒巻みどり（あらまき みどり）
演 ‐ 高橋由美子
居酒屋「オモチャ」の女将。未亡人（夫は交通事故で失った）。公平を「健さん（＝高倉健）みたい」と言ったことで、公平がのぼせてしまう原因になる。
昼間は兄がやっている産廃処理場の事務などをしている。
荒巻三次（あらまき さんじ）
演 - 真木蔵人
みどりの実兄。産廃処理場を経営している。両親は亡くなっているため、みどりの親代わりでもある。公平がみどりを口説いていたところにやって来て、脅してくる。なお、この時に公平がついた嘘もすべて調べ上げていた。「マムシの三次」の通り名がある（この通り名は、ハゲも知っていた）。単身でやって来た翔に語ったところによると、ただ公平を脅していたわけではなく、公平が嘘をついてまで、未亡人のみどりを口説こうとしたことが許せていなかったようである。翔を「変わった奴」と評したが、条件をのんで最後まで投げ出さずに仕事を果たした翔には日当を渡した。
214話にて翔のもとを「生糸よりもワインの時代だ」とブドウの苗を持参して訪ねて来た。
荒木イチ（あらき -）
演 - 信太昌之
荒木の息子。りんの弟でもあるのだが、姉と離れ離れになってからおよそ半世紀も経過しているため、彼女との関係は薄い。既婚者である。
220話におけるニキビの言によると、町内会長を務めている。
若松伴子（わかまつ ともこ）
演 - 澤井孝子
ハゲの妻。平成2年時点では心身ともに健在であり、大晦日の夜に鳴り響いた除夜の鐘の音を夫と共に聞いて驚いていたが、平成10年時点では認知症が進み、しのとの会話もさっき聞いたばかりのことを忘れて繰り返し訊ねてしまう有様であった（会話にはならず、結局は夫の死も受け入れられていなかった模様）。最終的には、夫亡き後に息子夫婦に引き取られ、小野ケ沢を去って行った。
若松良彦（わかまつ よしひこ）
演 - 濱津隆之
ハゲの息子（長男）。公平からは「よっちゃん」の愛称で呼ばれている。
父亡き後、小野ケ沢の土地と家を圭（実質的には文子）と話を付けて買い取ってもらい、母を引き取っていった。
家族は両親と妻（詳細は後述）の他に、姉妹に当たる人物と息子がいるが、前者はハゲが倒れた直後に伴子の面倒を見に駆けつけてきたのをしのが公平に「娘さんが来た」と語っただけで詳細は不明であり（良彦から見て姉か妹かは全く語られなかった）、後者も彼が運転するワゴン車が描写されるだけでその姿は不明であった。
若松キク子（わかまつ きくこ）
演 - 渡辺由紀
良彦の妻。夫と共に、ハゲを亡くした伴子を引き取った。

## スタッフ
- 脚本 - 倉本聰
- 演出 - 藤田明二、阿部雄一、池添博、唐木希浩 ほか[32]
- 主題歌 - 中島みゆき
  - 「慕情」[注 10]（第1話〜第8話、第19話〜第21話、第31話〜第36話、第51話〜第62話、第85話〜第96話、第115話〜第124話、第136話〜第145話、第149話、第164話〜第168話、第170話〜第178話、第193話〜第206話、第223話〜第227話、第229話〜第234話、第247話〜最終話）
  - 「進化樹」[注 11]（第9話〜第16話、第18話、第22話〜第30話、第37話〜第45話、第47話〜第49話、第63話〜第66話、第68話〜第70話、第74話〜第84話、第98話、第100話〜第104話、第106話〜第110話、第112話〜第114話、第126話〜第129話、第131話、第133話〜第134話、第184話、第186話、第190話、第208話、第213話、第219話、第222話、第235話、第240話、最終話）
  - 「離郷の歌」[注 11]（第14・17・40・46・50・67・76〜78・81・97・99〜100・109・111・130・132・135・158・161・207・209・214・220・222・236・241・246話）
  - 「終り初物」[注 11]（第151話、第155話〜第157話、第159話、第161話〜第162話、第180話〜第183話、第185話、第187話、第191話〜第192話、第210話、第212話、第214話、第216話、第218話、第238話、第242話、第244話〜第245話）
  - 「観音橋」[注 11]（第150話、第152話〜第154話、第157話〜第160話、第163話、第179話、第187話〜第188話、第211話、第215話、第217話、第221話、第236話〜第237話、第239話、第243話、第246話、最終話）
- 挿入歌 - 中島みゆき
  - 「おはよう」[注 12]（第236話）
- 音楽 - 島健
- ロケ協力 - 山梨県、富士の国やまなしフィルムコミッション、甲府市、山梨市、笛吹市、南房総ロケーションサービス、八王子フィルムコミッション、大子町フィルムコミッション、京都メディア支援センター ほか
- 時代考証 - 天野隆子
- 技術協力 - バスク、ビデオスタッフ
- 美術協力 - KHKアート
- 照明協力 - ザ・ホライズン
- スタジオ - TMC-1
- チーフプロデューサー - 五十嵐文郎（テレビ朝日）
- プロデューサー - 中込卓也・服部宣之（テレビ朝日）、山形亮介（角川大映スタジオ）
- 制作協力 - 角川大映スタジオ
- 制作著作 - テレビ朝日

## 放送日程
- 上記以外に番販遅れネット局あり。
- 放送期間は制作局のテレビ朝日基準。

| 週                | 話            | 放送期間                  | 演出                              |
| ----------------- | ------------- | ------------------------- | --------------------------------- |
| 第01週            | 第001 - 005話 | 2019年04月08日 - 04月12日 | 藤田明二                          |
| 第02週            | 第006 - 010話 | 04月15日 - 04月19日       | 藤田明二                          |
| 第03週            | 第011 - 015話 | 04月22日 - 04月26日       | 藤田明二                          |
| 第04週            | 第016 - 020話 | 04月29日 - 05月03日       | 藤田明二                          |
| 第05週            | 第021 - 025話 | 05月06日 - 05月10日       | 阿部雄一                          |
| 第06週            | 第026 - 030話 | 05月13日 - 05月17日       | 阿部雄一                          |
| 第07週            | 第031 - 035話 | 05月20日 - 05月24日       | 池添博                            |
| 第08週            | 第036 - 040話 | 05月27日 - 05月31日       | 池添博                            |
| 第09週            | 第041 - 045話 | 06月03日 - 06月07日       | 唐木希浩                          |
| 第10週            | 第046 - 050話 | 06月10日 - 06月14日       | 唐木希浩                          |
| 第11週            | 第051 - 055話 | 06月17日 - 06月21日       | 藤田明二                          |
| 第12週            | 第056 - 060話 | 06月24日 - 06月28日       | 藤田明二                          |
| 第13週            | 第061 - 065話 | 07月01日 - 07月05日       | 阿部雄一                          |
| 第14週            | 第066 - 070話 | 07月08日 - 07月12日       | 阿部雄一                          |
| 第15週            | 第071 - 075話 | 07月15日 - 07月19日       | 藤田明二 阿部雄一 池添博 唐木希浩 |
| 第16週            | 第076 - 080話 | 07月22日 - 07月26日       | 池添博                            |
| 第17週            | 第081 - 085話 | 07月29日 - 08月02日       | 池添博 唐木希浩                   |
| 第18週            | 第086 - 090話 | 08月05日 - 08月09日       | 唐木希浩                          |
| 第19週            | 第091 - 095話 | 08月12日 - 08月16日       | 唐木希浩                          |
| 第20週            | 第096 - 100話 | 08月19日 - 08月23日       | 阿部雄一                          |
| 第21週            | 第101 - 105話 | 08月26日 - 08月30日       | 藤田明二 阿部雄一 池添博 唐木希浩 |
| 第22週            | 第106 - 110話 | 09月02日 - 09月06日       | 藤田明二                          |
| 第23週            | 第111 - 115話 | 09月09日 - 09月13日       | 藤田明二 池添博                   |
| 第24週            | 第116 - 120話 | 09月16日 - 09月20日       | 池添博                            |
| 第25週            | 第121 - 125話 | 09月23日 - 09月27日       | 藤田明二 阿部雄一 池添博 唐木希浩 |
| 第26週            | 第126 - 130話 | 09月30日 - 10月04日       | 唐木希浩                          |
| 第27週            | 第131 - 135話 | 10月07日 - 10月11日       | 唐木希浩                          |
| 第28週            | 第136 - 140話 | 10月14日 - 10月18日       | 阿部雄一                          |
| 第29週            | 第141 - 144話 | 10月21日 - 10月25日       | 阿部雄一                          |
| 第30週            | 第145 - 149話 | 10月28日 - 11月01日       | 藤田明二 阿部雄一 池添博 唐木希浩 |
| 第31週            | 第150 - 154話 | 11月04日 - 11月08日       | 藤田明二                          |
| 第32週            | 第155 - 159話 | 11月11日 - 11月15日       | 藤田明二                          |
| 第33週            | 第160 - 164話 | 11月18日 - 11月22日       | 池添博                            |
| 第34週            | 第165 - 169話 | 11月25日 - 11月29日       | 藤田明二 阿部雄一 池添博 唐木希浩 |
| 第35週            | 第170 - 174話 | 12月02日 - 12月06日       | 唐木希浩                          |
| 第36週            | 第175 - 179話 | 12月09日 - 12月13日       | 唐木希浩                          |
| 第37週            | 第180 - 184話 | 12月16日 - 12月20日       | 唐木希浩                          |
| 第38週            | 第185 - 188話 | 12月23日 - 12月26日       | 阿部雄一                          |
| 第39週            | 第189 - 193話 | 2020年01月06日 - 01月10日 | 藤田明二 阿部雄一 池添博 唐木希浩 |
| 第40週            | 第194 - 198話 | 01月13日 - 01月17日       | 藤田明二                          |
| 第41週            | 第199 - 203話 | 01月20日 - 01月24日       | 藤田明二                          |
| 第42週            | 第204 - 208話 | 01月27日 - 01月31日       | 池添博                            |
| 第43週            | 第209 - 213話 | 02月03日 - 02月07日       | 池添博                            |
| 第44週            | 第214 - 218話 | 02月10日 - 02月14日       | 唐木希浩                          |
| 第45週            | 第219 - 223話 | 02月17日 - 02月21日       | 唐木希浩                          |
| 第46週            | 第224 - 228話 | 02月24日 - 02月28日       | 藤田明二 阿部雄一 池添博 唐木希浩 |
| 第47週            | 第229 - 233話 | 03月02日 - 03月06日       | 池添博                            |
| 第48週            | 第234 - 238話 | 03月09日 - 03月13日       | 唐木希浩                          |
| 第49週            | 第239 - 243話 | 03月16日 - 03月20日       | 藤田明二                          |
| 第50週 （最終週） | 第244 - 248話 | 03月23日 - 03月27日       | 藤田明二                          |

## その他
本作の放送後は『大下容子ワイド!スクランブル・第2部』の生予告に接続しており、そちらは本作を観たMCの大下容子（テレビ朝日アナウンサー）が感想を語った（「昼ドラ受け」）後に第2部の宣伝を行う形式となっていた。なお、『帯ドラマ劇場・第1期』でも『ワイスク・第2部』の冒頭で出演者が感想を述べる演出が時折行われていたほか、大下の休業時において代理MCの下平さやか（テレビ朝日アナウンサー）は「昼ドラ受け」を行わなかった。
- 2020年1月30日付『東スポWeb』において、同年3月の『やすらぎの刻〜道』終了を以って本枠が終了すると報道された[34]。これはテレビ朝日が2020年春改編での月曜-金曜昼帯の強化の一環であり、『大下容子ワイド!スクランブル・第2部』が12:00 - 13:00、『徹子の部屋』が13:00 - 13:30にそれぞれ据える編成に切り替わると報じられた。
- 3月2日に正式に本作終了と同時に本枠終了が発表され、民放の帯ドラマは再び全て姿を消すことになった[35]。

3月27日の最終回は、放送時間を25分延長した12:30 -13:15までの45分の拡大版で放送した。